# Spiersträucher
Die Spiersträucher (Spiraea) sind eine Pflanzengattung in der Unterfamilie Spiraeoideae innerhalb der Familie der Rosengewächse (Rosaceae). Die 80 bis 100 Arten gedeihen überwiegend in den gemäßigten Gebieten der Nordhalbkugel.

## Beschreibung

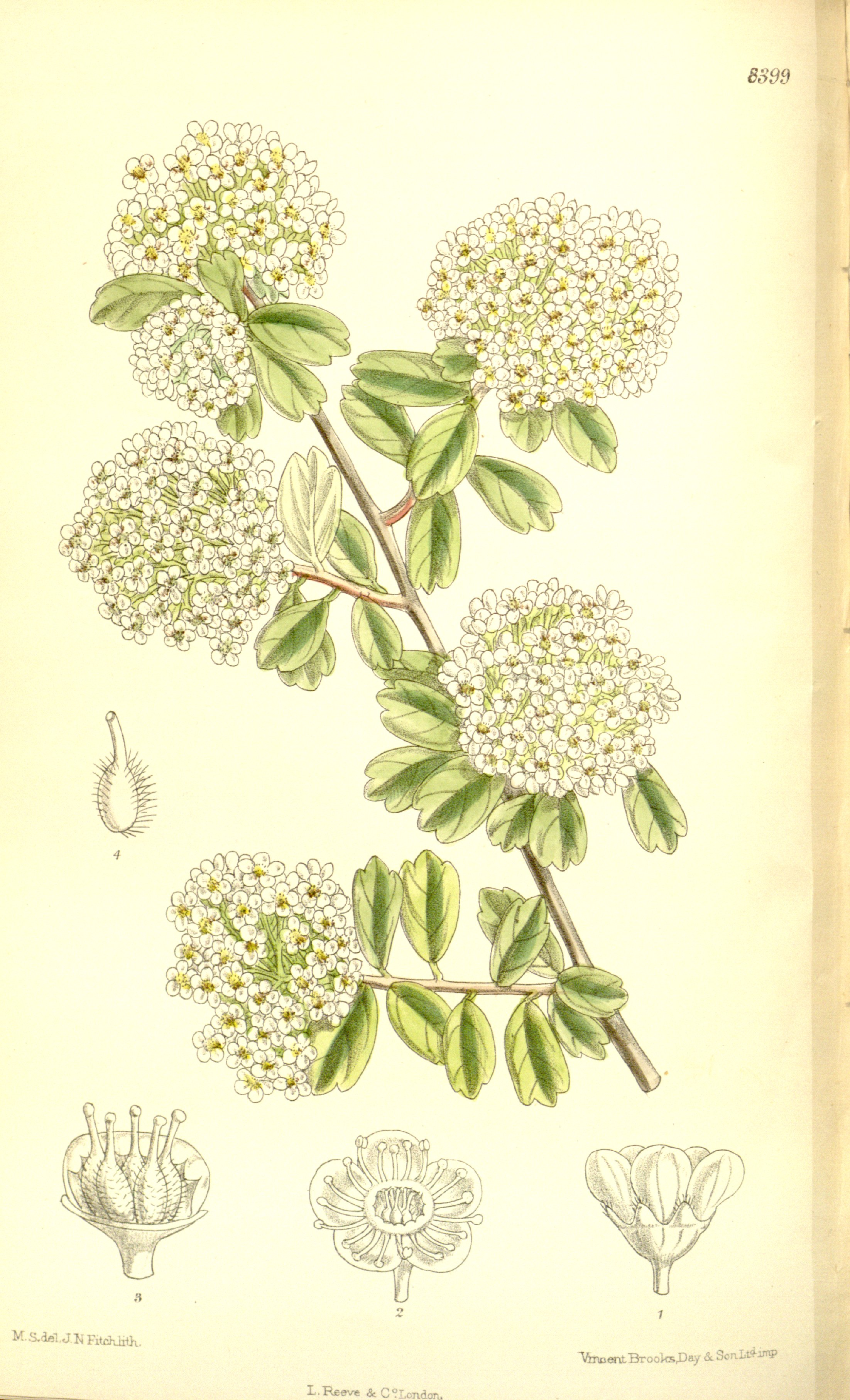
Illustration von Wilsons Spierstrauch (Spiraea wilsonii)

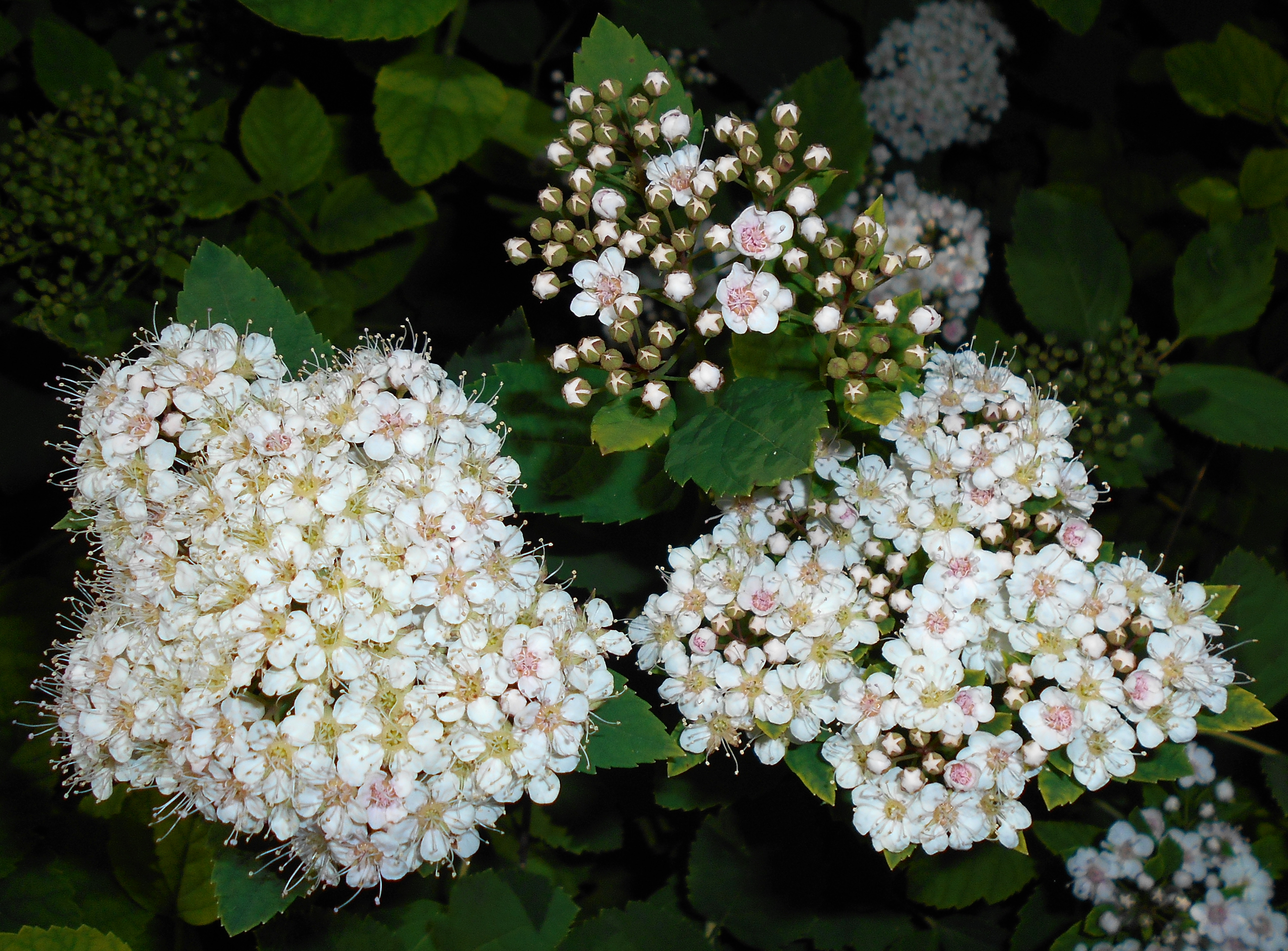
Blütenstände von Spiraea fritschiana mit Blüten in unterschiedlichen Stadien der Anthese

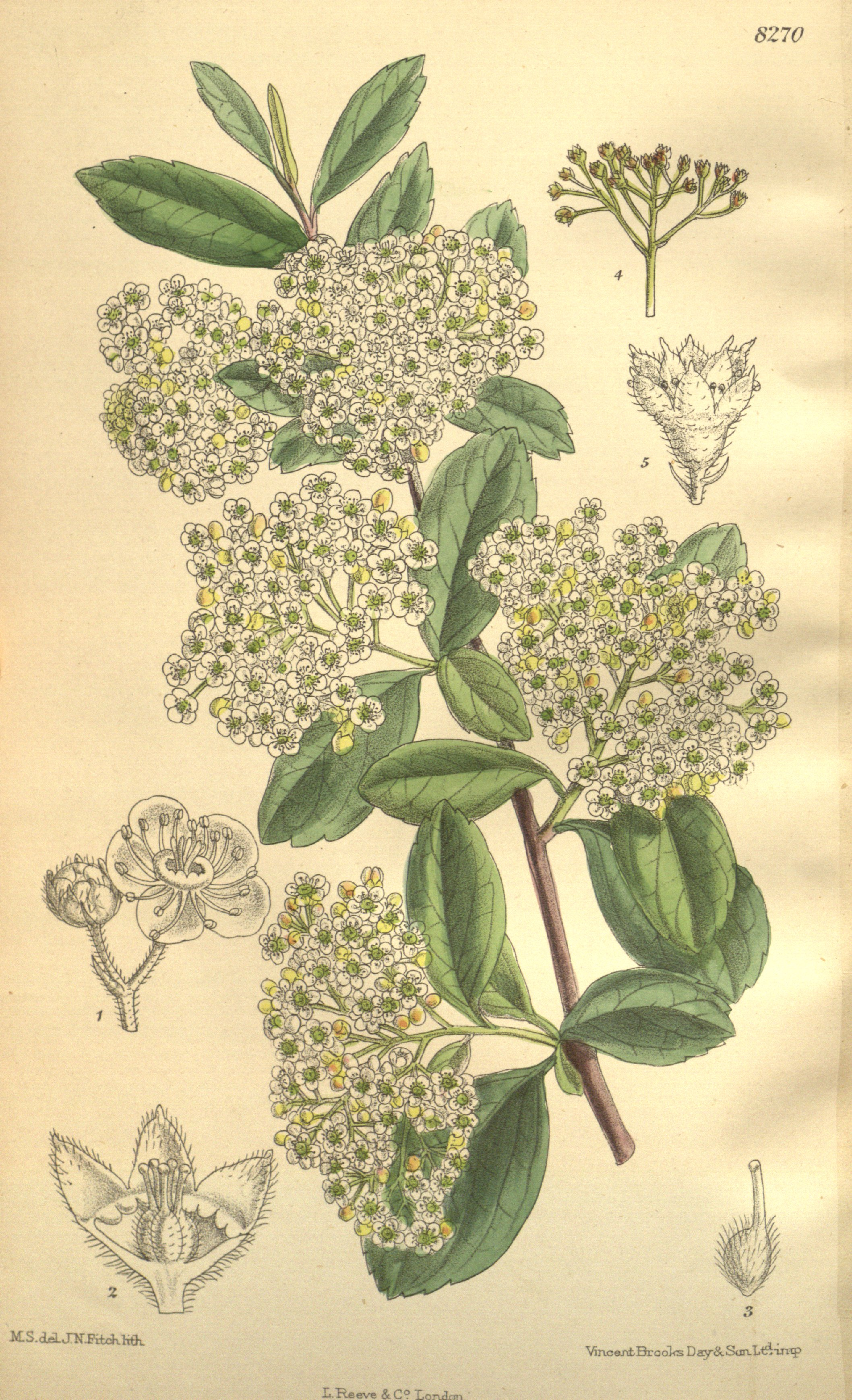
Illustration von Henrys Spierstrauch (Spiraea henryi)

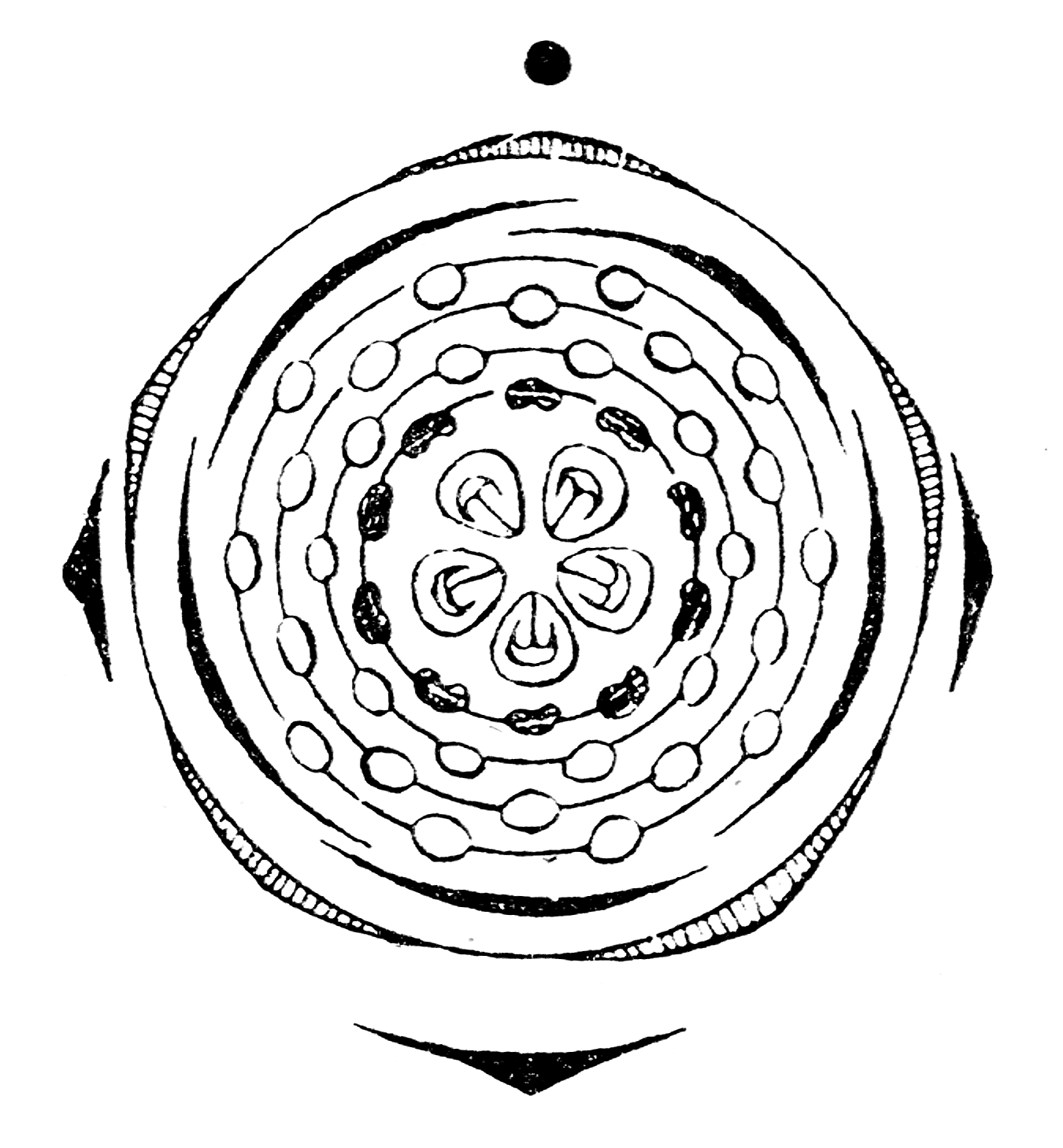
Blütendiagramm von Spiraea hypericifolia

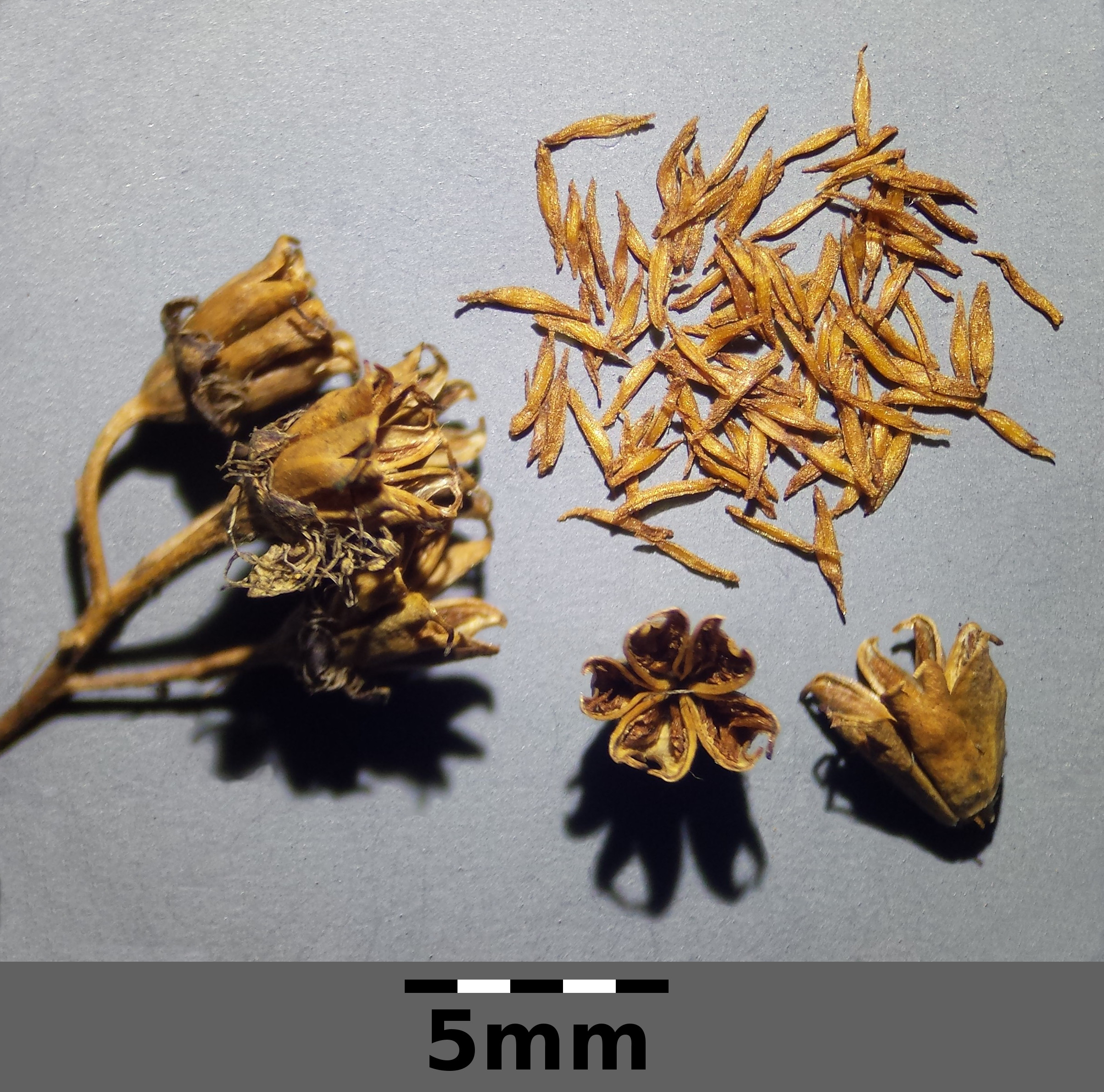
Balgfrüchte und Samen von Weidenblättriger Spierstrauch (Spiraea salicifolia)

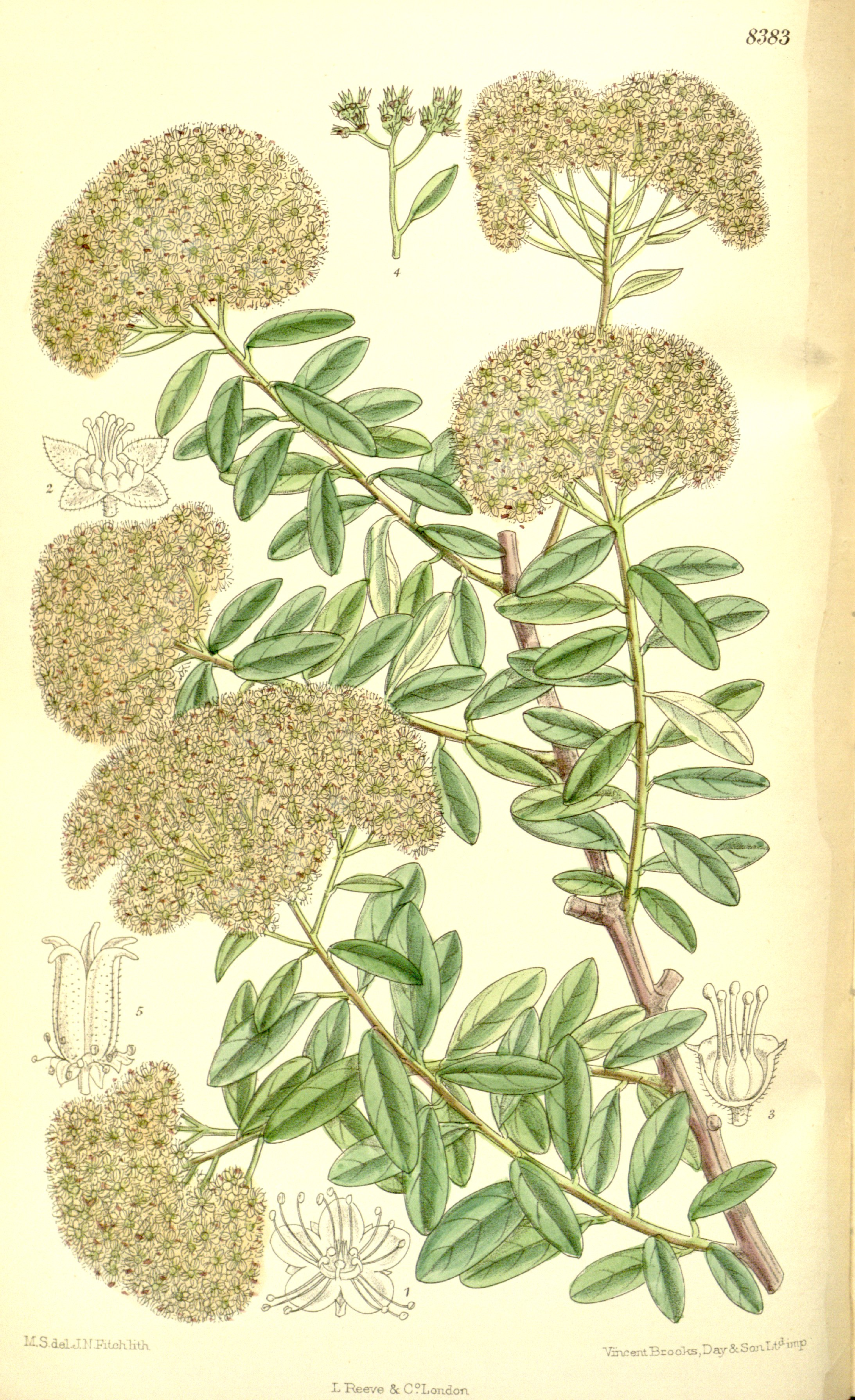
Illustration von Veitchs Spierstrauch (Spiraea veitchii)

### Vegetative Merkmale
Spierstrauch-Arten sind meist sommergrüne, laubabwerfende Sträucher, die Wuchshöhen von 10 bis 400 Zentimetern erreichen. Oft werden Rhizome gebildet. Je Strauch werden 5 bis mehr als 20 Zweige gebildet, die meist selbstständig aufrecht bis aufsteigend oder überhänden sind, manchmal sind sie ausgebreitet, liegend bis niederliegend. Die Rinde der jüngeren Zweige ist kahl oder zottig behaart. Die Borke ist rötlich bis dunkelbraun oder grau bis grau-schwarz. Es sind Lang- und Kurztriebe vorhanden. Die relativ kleinen Winterknospen sind von zwei bis acht Knospenschuppen bedeckt.
Die wechselständig an den Zweigen angeordneten Laubblätter sind einen meist kurzen Blattstiel und Blattspreite gegliedert. Die einfachen Blattspreiten sind bei Längen von 1 bis 10 Zentimetern verkehrt-eiförmig bis verkehrt-lanzettlich, rhombisch, elliptisch oder linealisch bis lanzettlich, eiförmig bis fast kreisförmig. Die Blattränder sind flach, gesägt, gezähnt, gelappt oder selten glatt. Die Blattnervatur ist meist fiedernervig, selten gehen drei bis fünf Hauptnerven von der Spreitenbasis aus. Die Blattflächen sind kahl oder behaart (Indument). Nebenblätter fehlen.

### Generative Merkmale
Selten nur zwei, meist drei bis mehr als tausend Blüten stehen meist dicht in mehrheitliche end- oder mehrheitlich seitenständigen, in rispigen, schirmrispigen oder schirmtraubigen Blütenständen zusammen. Es können Trag- und/oder Deckblätter vorhanden sein oder fehlen. Es sind ein oder zwei Deckblätter als Nebenkelch ausgebildet. Blütenstiele sind vorhanden. Die Anthese liegt vor oder nach der vollständigen Entwicklung der Laubblätter.
Die meist zwittrigen, selten eingeschlechtigen, relativ kleinen Blüten sind bei Durchmessern von 2 bis 15 Millimetern radiärsymmetrisch und fünfzählig mit doppelter Blütenhülle. Die Blütenbecher (Hypanthium) sind bei Höhen von 0,5 bis 2, selten bis zu 5 Millimetern meist halbkugelig oder glockenförmig, selten kreiselförmig und mehr oder weniger dicht behaart oder kahl. Die fünf freien Kelchblätter sind meist aufrecht ausgebreitet oder zurückgekrümmt, selten aufsteigend und deltat, dreieckig, dreieckig-eiförmig oder eiförmig. Die Kronblätter sind meist länger als die Kelchblätter. Die fünf freien Kronblätter sind eiförmig bis verkehrt-eiförmig, mehr oder weniger kreisförmig oder selten elliptisch. Die Farben der Kronblätter sind meist weiß, manchmal rosa- bis purpurfarben, selten grünlich, gelblich, kreideweiß oder transluzent-weiß. Pro Blüte gibt es viele (10 bis 60) Staubblätter in zwei bis Kreisen. Die Staubblätter können länger oder kürzer als die Kronblätter sein. Die meist vier oder fünf (drei bis acht) Fruchtblätter sind frei und wollig behaart bis verkahlend mit mehr oder weniger endständigen Griffeln. Jedes Fruchtblatt enthält nur zwei oder selten bis zu vier Samenanlagen.
Vier oder fünf Balgfrüchte stehen zusammen. Die Balgfrüchte sind bei Längen von selten 0,5 bis, meist 1,5 bis 4 Millimetern beispielsweise kahn-, sichel-, spindelförmig oder ellipsoid und kahl oder wollig behaart. Der Blütenbecher ist noch an den Balgfrüchten erkennbar und es können noch Kelchblätter vorhanden sein, auch Griffel können noch erkennbar sein. Die Balgfrüchte enthalten nur zwei bis vier Samen. Die Samen sind spindelförmig bis länglich.

### Chromosomensätze
Die Chromosomengrundzahl beträgt x = 9.

## Systematik und Verbreitung
Die Gattung Spiraea wurde durch Carl von Linné in Species Plantarum, Tomus 1, 1753, Seite 489 und Genera Plantarum, 5. Auflage, 1754, Seite 216  aufgestellt. Der botanische Gattungsname Spiraea leitet sich vom griechischen Wort speira für „winden, Windung“ ab und bezieht sich auf die Verwendung um aus den Zweigen Kränze zu winden. Synonyme für Spiraea L. sind: Awayus Raf., Chamedrys Raf., Drimopogon (Raf.) B.D.Jacks., Eleiosina Raf., Spirea Pall.
Spiraea ist die namensgebende und artenreichste Gattung der Tribus Spiraeeae und Unterfamilie Spiraeoideae innerhalb der Familie der Rosengewächse (Rosaceae). Sie ist eine monophyletische Gattung und umfasst rund 80 Arten. Die traditionelle, auf den Blütenstandstypen basierende Untergliederung in drei Sektionen wird durch molekulargenetische Studien nicht gestützt. Es gab mehrere Gliederungen nach morphologischen Merkmalen in Untergattungen und Sektionen, keine davon stellt natürliche Verwandtschaftsgruppen dar, dies zeigten molekulargenetische Untersuchungen.
Die Verbreitungsgebiete der Arten liegen überwiegend in den gemäßigten Gebieten der Nordhalbkugel und einige Arten gedeihen auch in subtropischen Bergregionen vor. In China und Taiwan kommen etwa 70 Arten vor, 47 davon gibt es nur dort; etwa 9 dieser Arten kommen dort nur in kleinen Arealen vor, es sind dort also Endemiten. China und Taiwan sind das Zentrum der Artenvielfalt. 12 Arten kommen in Japan vor und 14 Arten gibt es auf der Koreanischen Halbinsel. Einige Arten sind in vielen Gebieten der Erde Neophyten.
Es gibt 80 bis 100 Arten:

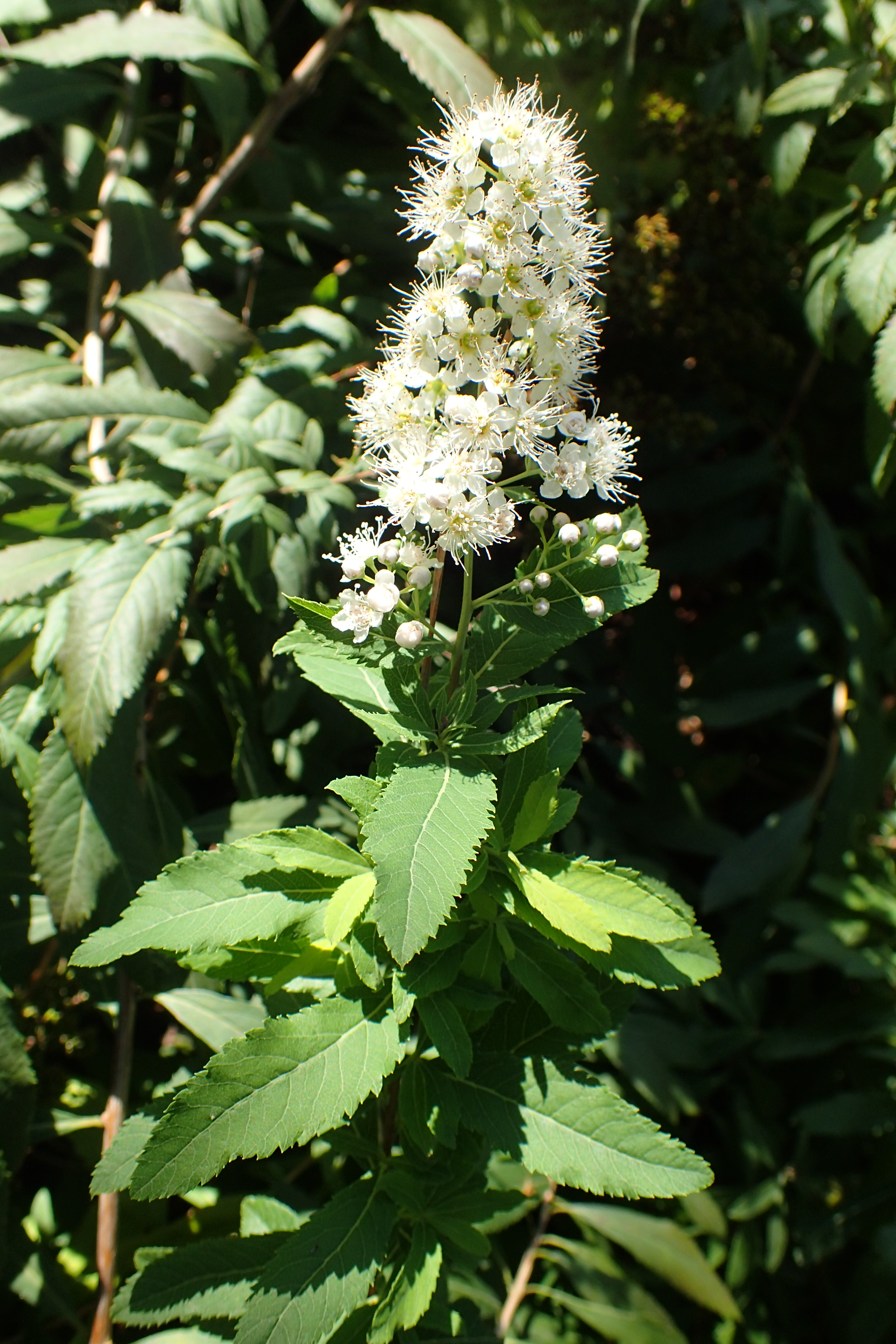
Weißer Spierstrauch (Spiraea alba)

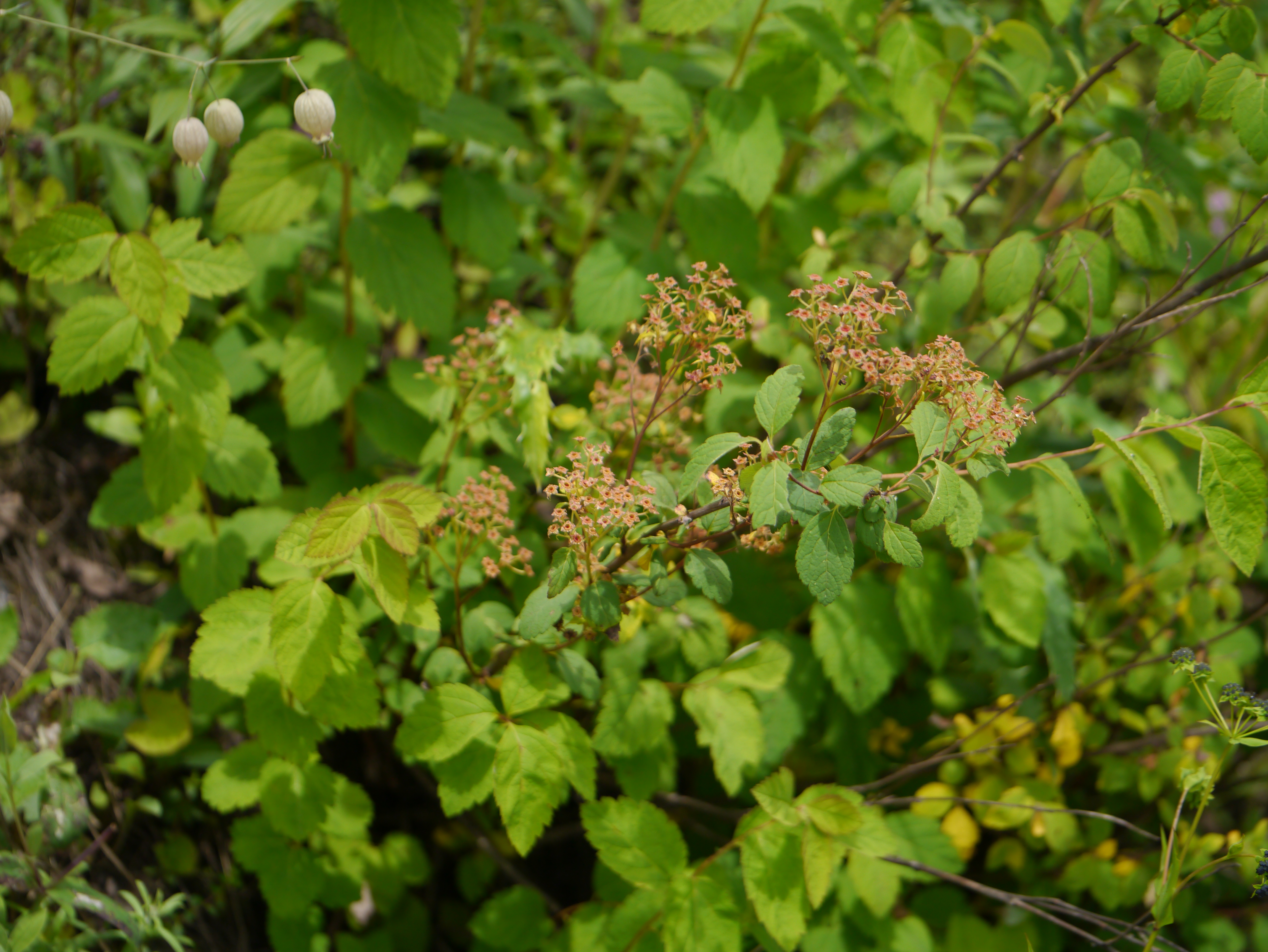
Schöner Spierstrauch (Spiraea bella)

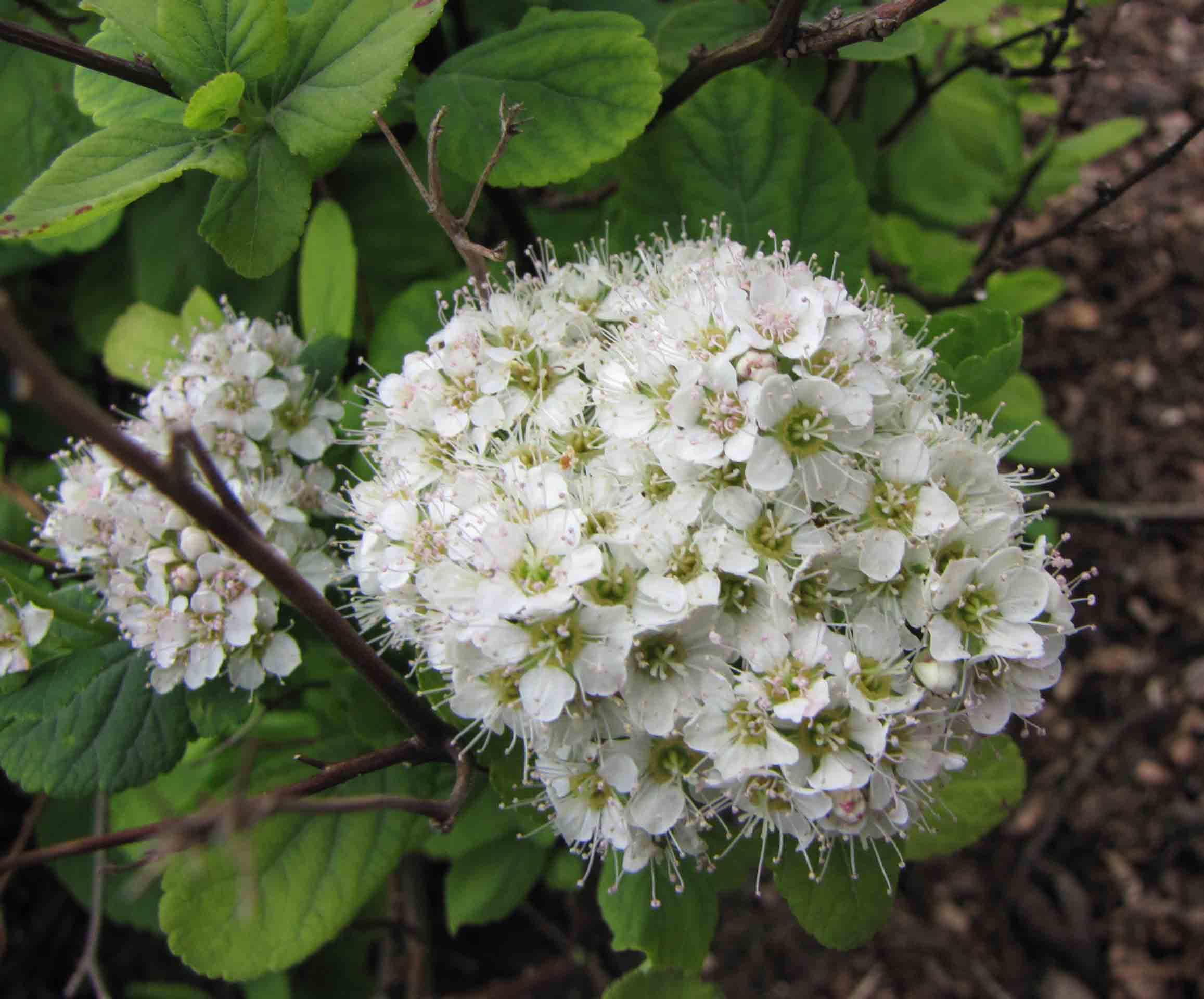
Blütenstand des Birkenblättrigen Spierstrauch (Spiraea betulifolia)

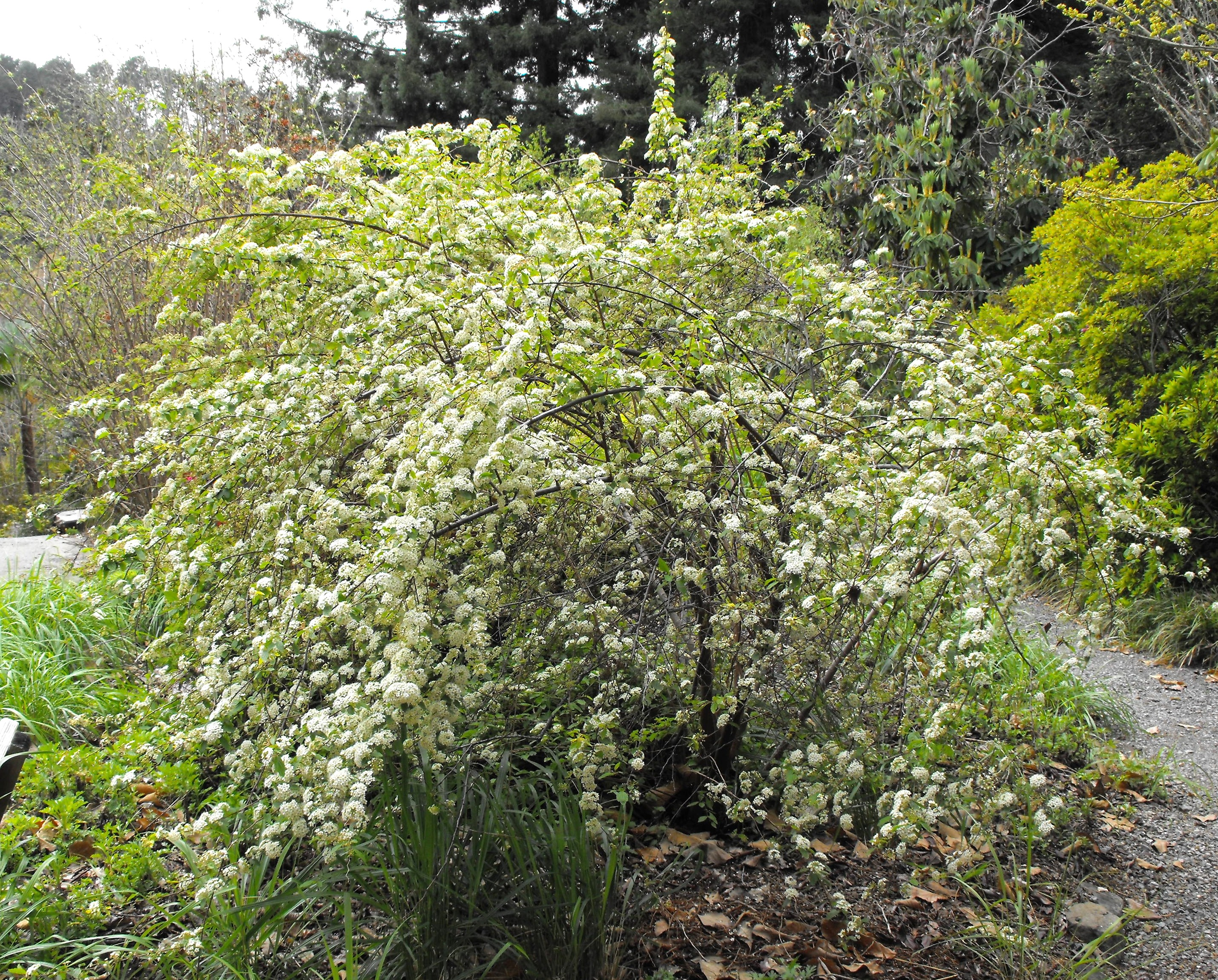
Spiraea blumei

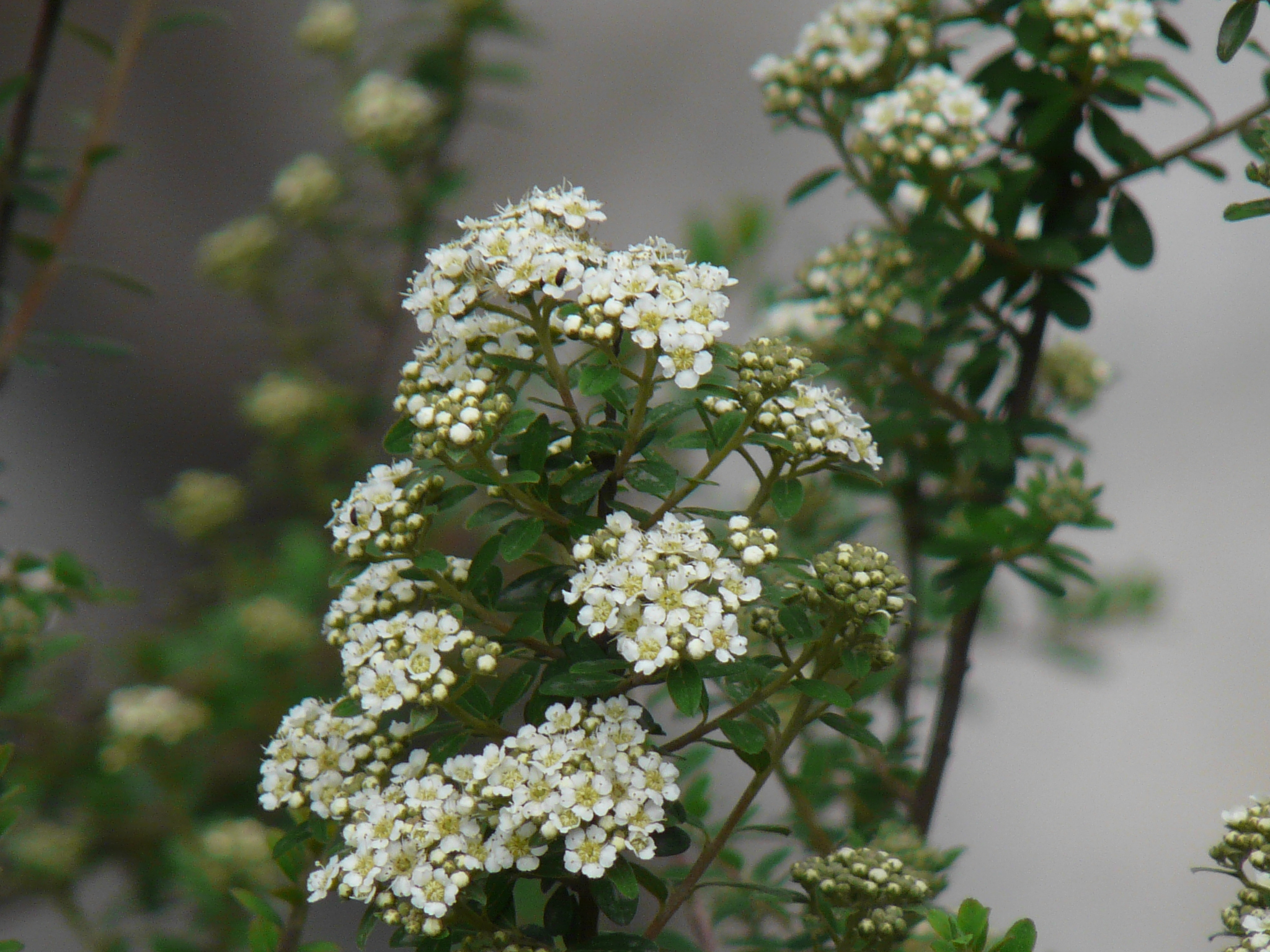
Grauer Spierstrauch (Spiraea canescens)

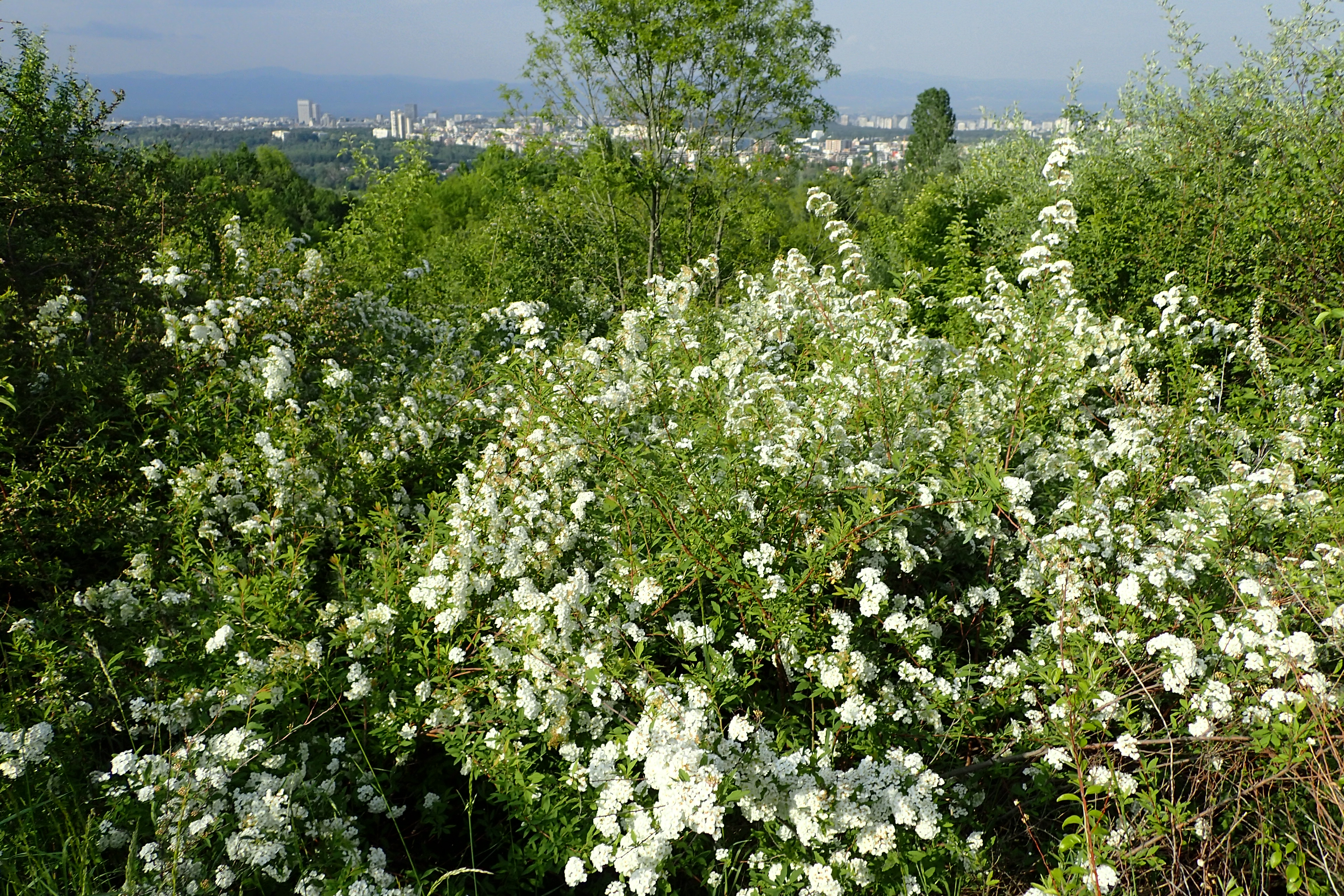
Kanton-Spierstrauch (Spiraea cantoniensis)

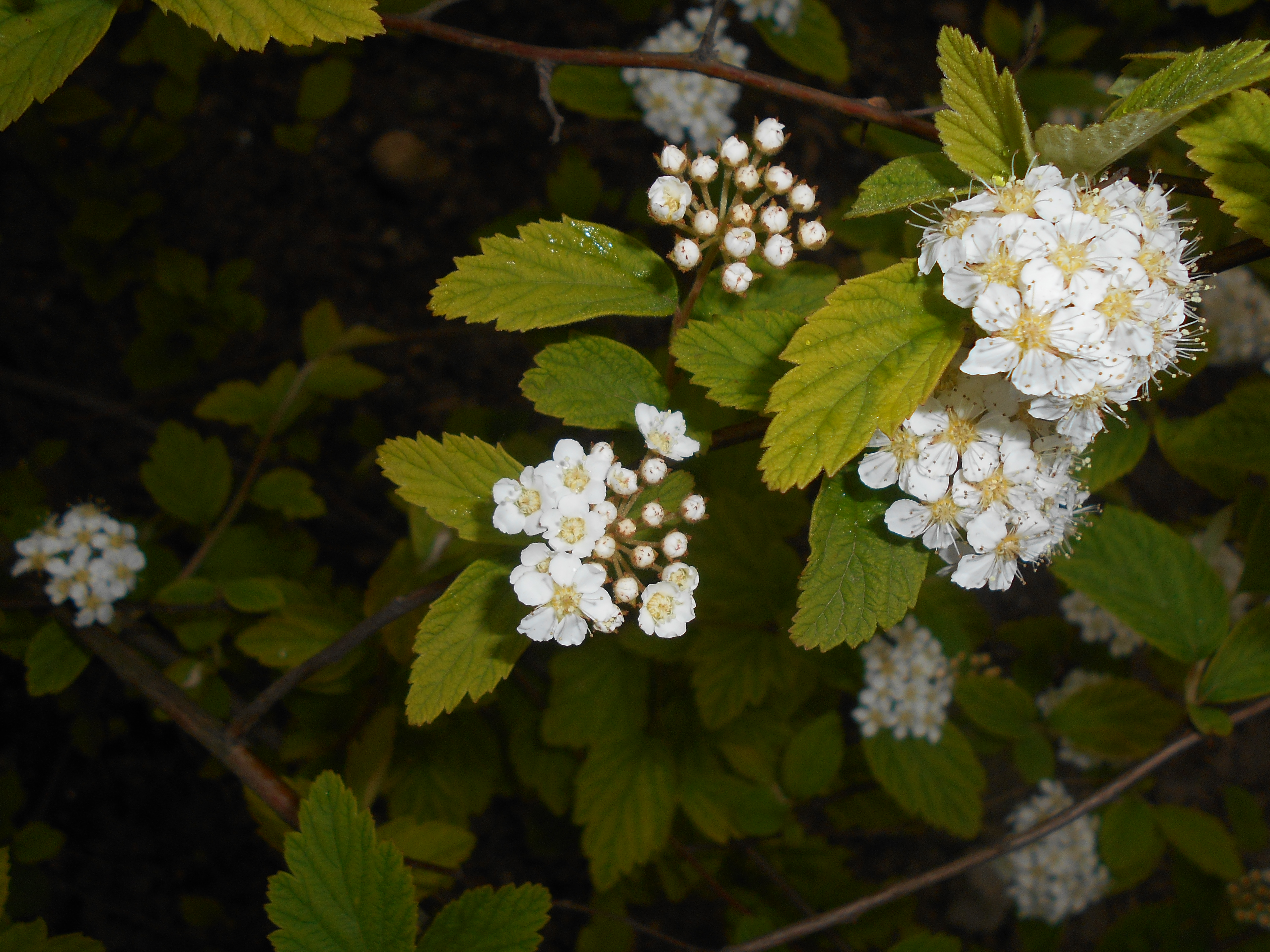
Spiraea chinensis

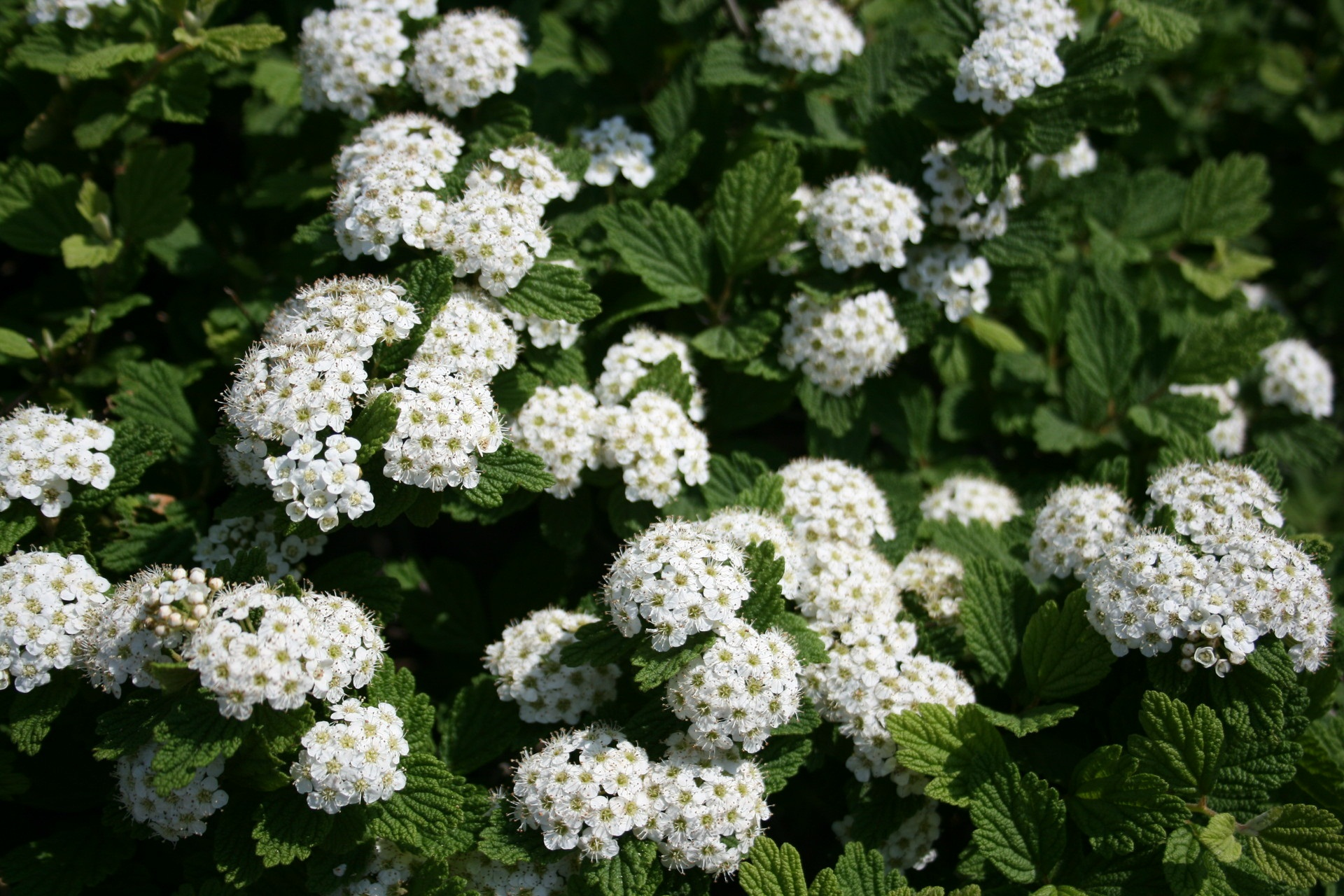
Spiraea dasyantha

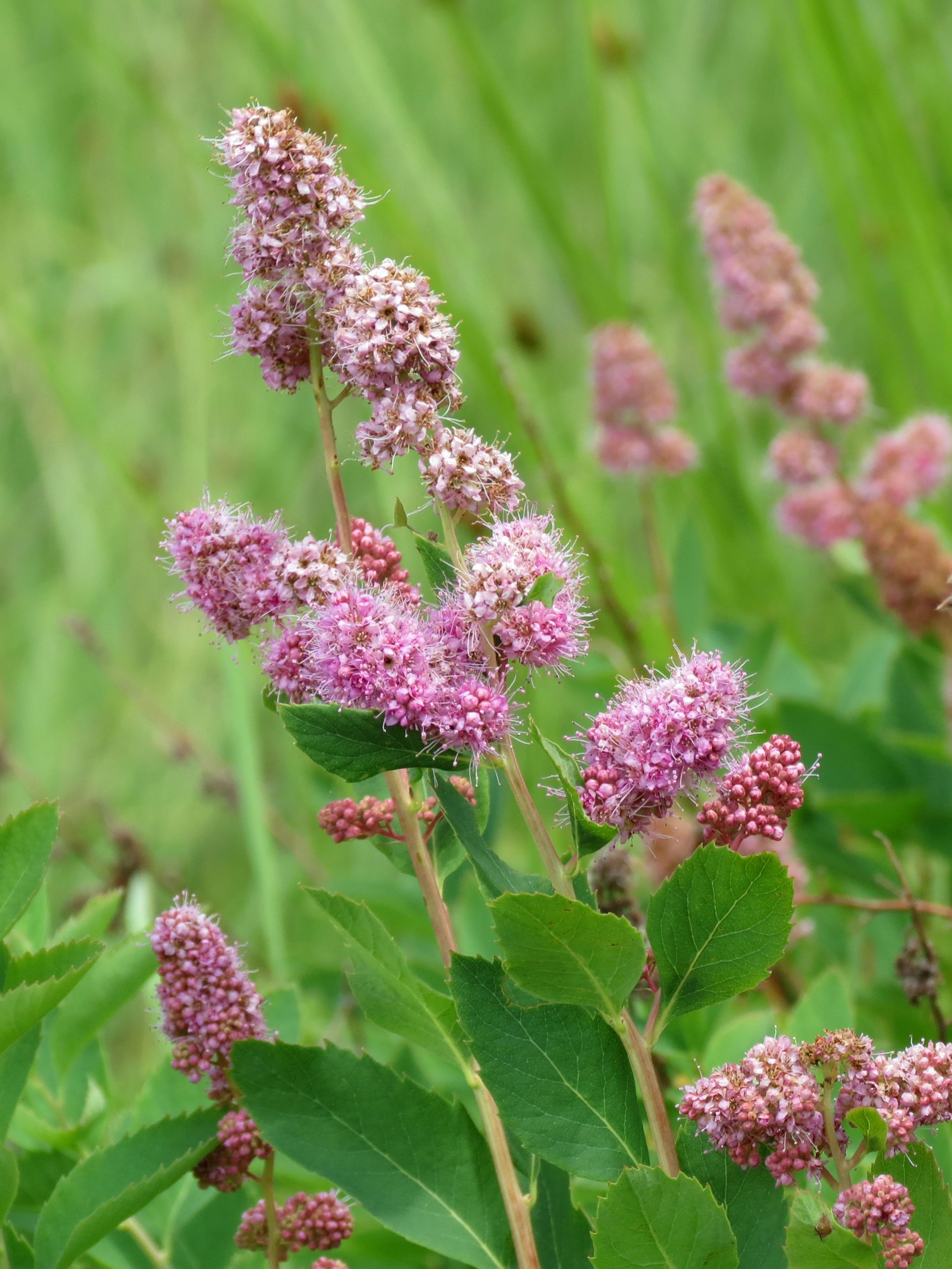
Oregon-Spierstrauch (Spiraea douglasii)

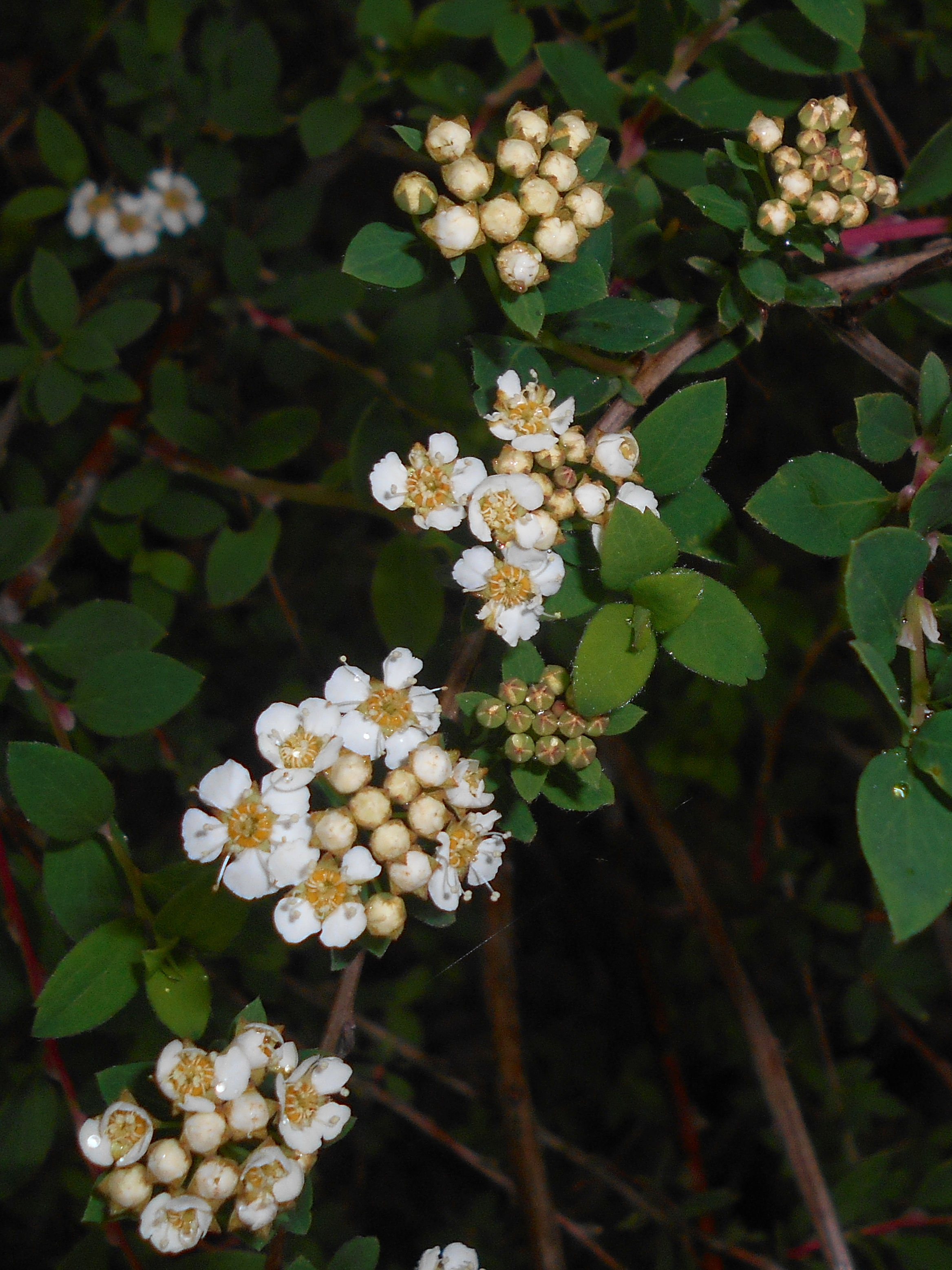
Hartheu-Spierstrauch (Spiraea hypericifolia)

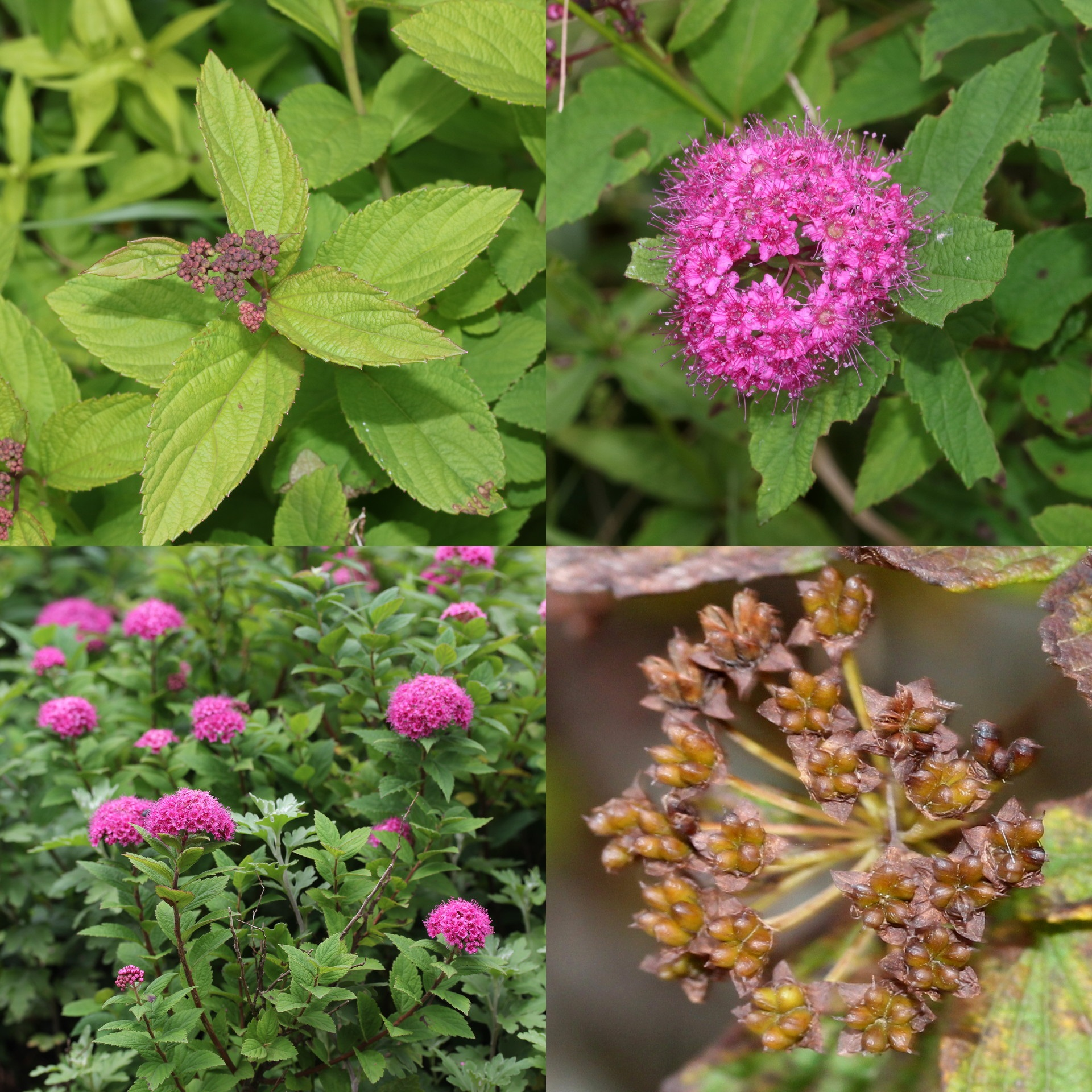
Japanischer Spierstrauch (Spiraea japonica)

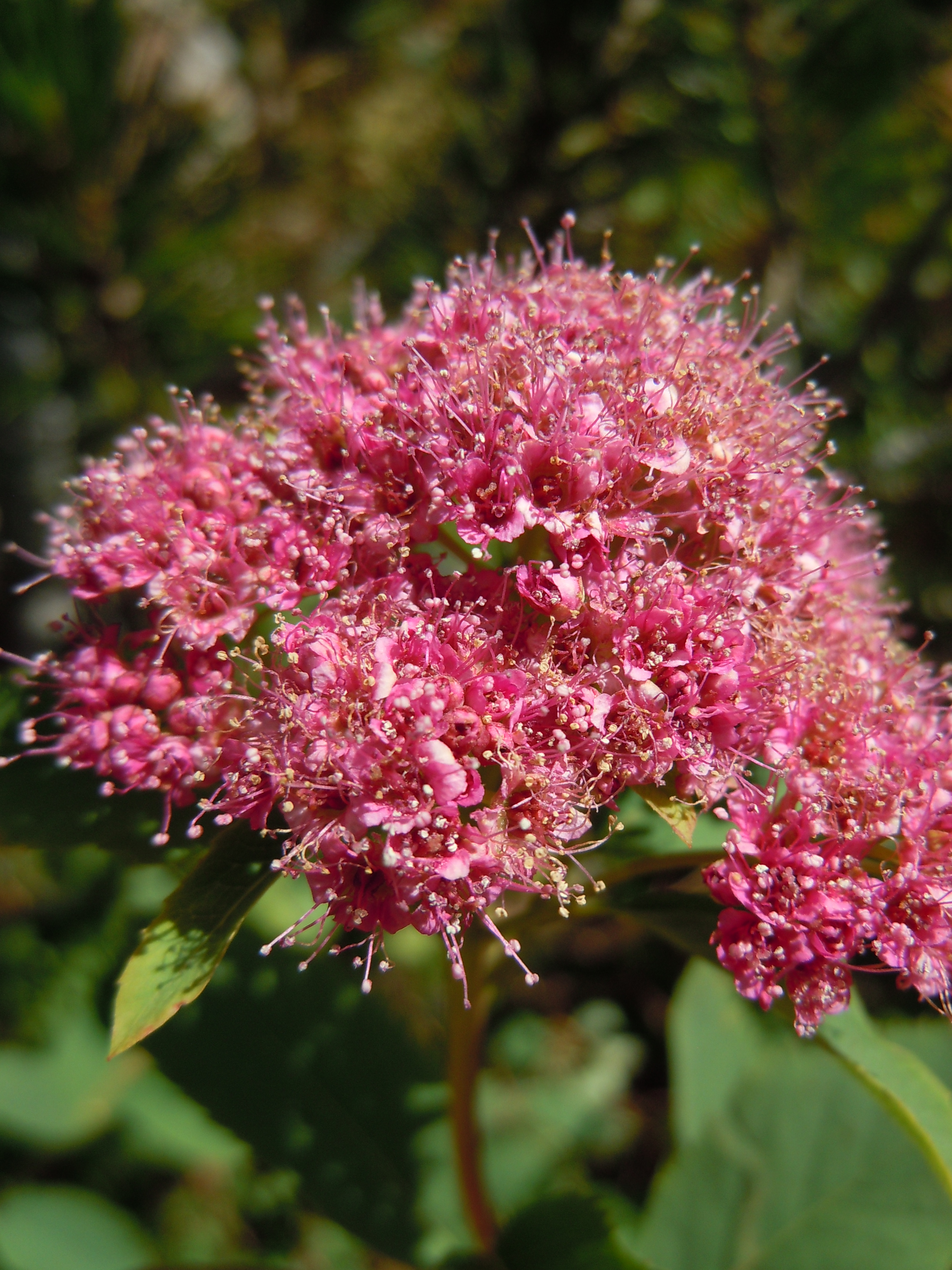
Blütenstand von Spiraea splendens

- Spiraea adiantoides Businský: Sie wurde 2011 erstbeschrieben.[7] Dieser Endemit gedeiht nur im tropischen Karst an sonnigen Felsen in Höhenlagen von 1700 bis 2200 Metern nur im nordwestlichen Yunnan.[1]
- Weißer Spierstrauch[6] (Spiraea alba Du Roi): Es gibt zwei Varietäten in Nordamerika:[2]
  - Spiraea alba Du Roi var. alba (Syn.: Spiraea ciliata Raf., Spiraea cuneifolia Borkh., Spiraea flexuosa Raf., Spiraea lanceolata Borkh., Spiraea paniculata (Aiton) G.Don, Spiraea salicifolia var. linearis Wenz., Spiraea salicifolia var. paniculata Aiton, Spiraea undulata Borkh.): Sie ist in Nordamerika weitverbreitet. Es gibt Fundortangaben für die kanadischen Provinzen Alberta, Manitoba, Québec, Ontario sowie Saskatchewan und die US-Bundesstaaten Illinois, Indiana, Iowa, Kentucky, Massachusetts, Michigan, Minnesota, Missouri, New York, North Carolina, Ohio, Pennsylvania, North Dakota, South Dakota, Tennessee, Vermont, Virginia, West Virginia sowie Wisconsin. Sie gedeiht in Höhenlagen von 0 bis 300 Metern. Sie ist in Europa ein Neophyt.[2]
  - Spiraea alba var. latifolia (Aiton) Dippel (Syn.: Spiraea alba var. septentrionalis (Fernald) F.Seym., Spiraea latifolia (Aiton) Borkh., Spiraea latifolia var. septentrionalis Fernald, Spiraea latifolia var. typica Fernald, Spiraea salicifolia var. latifolia Aiton, Spiraea septentrionalis (Fernald) Á.Löve & D.Löve): Sie kommt im kanadischen Neufundland, New Brunswick, Labrador, Prince Edward Islands, Nova Scotia, Ontario, Québec, und in den US-Bundesstaaten Connecticut, Delaware, Illinois, Maine, Maryland, Rhode Island, Massachusetts, Michigan, New Hampshire, New Jersey, New York, North Carolina, Pennsylvania, Vermont, Virginia, West Virginia vor. Sie gedeiht in Höhenlagen von 0 bis 1500 Metern.[2]
- Spiraea alpina Pall.: Sie kommt in Sibirien, Sikkim, in der Mongolei, Tibet und in den chinesischen Provinzen Gansu, Henan, Qinghai, Shaanxi, Shanxi, Sichuan sowie Xinjiang vor.[1]
- Spiraea anomala Batalin: Sie wurde nur an offenen Standorten und Straßenrändern in Hubei aufgesammelt.[1]
- Spiraea arcuata Hook. f.: Sie kommt in Bhutan, Indien, im nördlichen Myanmar, in Nepal, Sikkim, Tibet und Yunnan vor.[1]
- Spiraea baldshuanica B.Fedtsch.
- Schöner Spierstrauch[6] (Spiraea bella Sims): Er kommt von Bhutan, Indien, Nepal, Sikkim, Myanmar und in den chinesischen Provinzen südwestliches Sichuan sowie nordwestliches Yunnan vor.[1]
- Birkenblättriger Spierstrauch[6] (Spiraea betulifolia Pall.)
- Spiraea blumei G.Don: Sie kommt in etwa vier Varietäten von China bis Korea und im südlichen und im zentralen Japan vor.[1]
- Spiraea brahuica Boiss.
- Spiraea calcicola W.W.Sm.: Dieser Endemit gedeiht nur an Hängen im tropischen Karst in Höhenlagen von 2700 bis 2800 Metern im nordwestlichen Yunnan.[1]
- Graufilziger Spierstrauch[6] (Spiraea cana Waldst. & Kit.)
- Grauer Spierstrauch[6] (Spiraea canescens D.Don)[1]: Er kommt in etwa zwei Varietäten von Bhutan, dem nördlichen  Indien, Nepal, Sikkim, südlichen Tibet und in den chinesischen Provinzen Gansu, westliches Sichuan, östliche sowie nordwestliches Yunnan vor.[1]
- Kanton-Spierstrauch[6] (Spiraea cantoniensis Lour.): Er kommt in zwei Varietäten nur im nördlichen Jiangxi vor. Er wird in China sonst viel kultiviert.[1]
- Spiraea cavaleriei H.Lev.: Dieser Endemit gedeiht in Bergregionen nur im Dushan Xian im südlichen Guizhou.[1]
- Gamander-Spierstrauch[6] (Spiraea chamaedryfolia L.): Er kommt in Südosteuropa und in Asien vor.[1]
- Spiraea chinensis Maxim.: Sie kommt in etwa drei Varietäten in der Inneren Mongolei und in den chinesischen Provinzen Anhui, Fujian, Gansu, Guangdong, Guangxi, Guizhou, Hebei, Henan, Hubei, Hunan, Jiangsu, Jiangxi, Shaanxi, zentrales Shandong, Shanxi, Sichuan, Yunnan sowie Zhejiang vor.[1]
- Spiraea compsophylla Hand.-Mazz.: Dieser Endemit gedeiht in Höhenlagen von 2000 bis 4000 Metern nur im nordwestlichen Yunnan.[1]
- Kerb-Spierstrauch[6] (Spiraea crenata L.)
- Spiraea dahurica (Rupr.) Maxim.: Sie kommt von Sibirien bis zu Russlands fernem Osten und bis zum nördlichen China (Hebei, Heilongjiang, Liaoning, Nei Mongol) vor.[1]
- Spiraea daochengensis L.T.Lu: Dieser Endemit gedeiht in Nadel- sowie Mischwäldern auf Hängen in Höhenlagen von etwa 3800 Metern nur im Daocheng Xian im westlichen Sichuan.[1]
- Spiraea dasyantha Bunge: Sie gedeiht in Wäldern, an offenen trockenen Hängen und an Straßenrändern in Höhenlagen von 400 bis 1200 Metern in der Inneren Mongolei und in den chinesischen Provinzen Gansu, Hebei, Hubei, Jiangsu, Jiangxi, Liaoning, Shanxi sowie Zhejiang.[1]
- Kärntner Spierstrauch[6] (Spiraea decumbens W.D.J.Koch, Syn.: Spiraea hacquetii Fenzl & K.Koch): Dieser Endemit kommt nur in den südöstlichen Alpen vor.
- Oregon-Spierstrauch[6] (Spiraea douglasii Hook.): Es gibt drei Varietäten im westlichen Nordamerika:[2]
  - Spiraea douglasii Hook. var. douglasii: Sie kommt im westlichen Nordamerika von British Columbia über Washington, Oregon bis Kalifornien vor. Sie ist in einigen Gebieten der Welt ein Neophyt.[2]
  - Spiraea douglasii var. menziesii (Hook.) C.Presl (Syn.: Spiraea douglasii subsp. menziesii (Hook.) Calder & Roy L.Taylor, Spiraea menziesii Hook., Spiraea subvillosa Rydb.): Sie kommt im westlichen Nordamerika von Alaska, British Columbia, über Washington, Oregon, Colorado, Idaho, Montana bis Kalifornien vor.[2]
  - Spiraea douglasii var. roseata (Rydberg) C.L.Hitchc. (Syn.: Spiraea idahoensis A.Nelson, Spiraea roseata Rydb.): Sie kommt nur in den westlichen US-Bundesstaaten Washington sowie Idaho vor.[2]
- Spiraea elegans Pojark.>: Sie kommt vom östlichen Sibirien bis zum nördlichen China (Hebei, Heilongjiang, Jilin, Nei Mongol) vor.[1]
- Spiraea faurieana C.K.Schneid.
- Spiraea formosana Hayata: Sie gedeiht in Wäldern und an Hängen in Höhenlagen von 2100 bis 3000 Metern auf der Insel Taiwan.[1]
- Spiraea fritschiana C.K.Schneider: Sie kommt in China und in Korea vor.[1]
- Spiraea gracilis Maxim.
- Spiraea hailarensis Liou (Syn.: Spiraea arenaria Y.Z.Zhao & T.J.Wang): Sie gedeiht auf Hügeln in Höhenlagen von etwa 600 Metern in der Inneren Mongolei und in Gansu.[1]
- Spiraea hayatana H.L.Li: Dieser Endemit gedeiht in Bergregionen in Höhenlagen von 3000 bis 3500 Metern nur im zentralen Taiwan.[1]
- Henrys Spierstrauch[6] (Spiraea henryi Hemsl.): Er kommt im zentralen und im südlichen China vor.[1]
- Spiraea hingshanensis T.T.Yu & L.T.Lu: Sie gedeiht in Wäldern, im Dickicht und an schattigen Hängen in Hubei.[1]
- Spiraea hirsuta (Hemsl.) C.K.Schneid.: Sie kommt im zentralen und im südlichen China vor.[1]
- Hartheu-Spierstrauch[6] (Spiraea hypericifolia L.): Er kommt von Bulgarien bis Sibirien und dem westlichen bis zentralen Himalaja vor.[1]
- Spiraea hypoleuca Dunn
- Spiraea insularis (Nakai) H.Shin, Y.D.Kim & S.H.Oh (Syn.: Opulaster insularis Nakai, Physocarpus insularis (Nakai) Nakai): Diese Neukombination erfolgte 2011. Dieser Endemit kommt in Korea nur in Jeju-do vor.
- Japanischer Spierstrauch[6] (Spiraea japonica L. f.)[1]
- Spiraea kwangsiensis T.T.Yu: Dieser Endemit gedeiht an blanken Felswänden, an felsigen Straßenrändern und an sonnigen Standorten in Höhenlagen von etwa 600 Metern nur Guangxi.[1]
- Spiraea kweichowensis T.T.Yu & L.T.Lu: Sie gedeiht auf felsigen Berggipfeln unterhalb von 2000 Metern nur im Fanjing Shan im nordöstlichen Guizhou.[1]
- Spiraea laeta Rehder[1]: Sie kommt in drei Varietäten in Gansu, Guizhou, Henan, Hubei, Sichuan und Yunnan vor.[1]
- Spiraea lanatissima Businský: Sie wurde 2015 aus Yunnan erstbeschrieben.
- Spiraea lasiocarpa Kar. & Kir.
- Spiraea lichiangensis W.W.Sm.: Sie kommt im nordwestlichen Yunnan vor.[1]
- Spiraea lobulata T.T.Yu & L.T.Lu: Sie gedeiht in Höhenlagen von 2000 bis 2500 Metern nur im südöstlichen Tibet.[1]
- Spiraea longigemmis Maxim.: Sie gedeiht auf trockenen felsigen Hügeln und an Straßenrändern in Höhenlagen von 2500 bis 3400 Metern in Tibet und in den chinesischen Provinzen Gansu, Hubei, Shaanxi, Shanxi, Sichuan, Yunnan sowie Zhejiang.[1]
- Spiraea lucida Douglas ex Greene: Sie kommt vom westlichen bis zentralen Nordamerika in den kanadischen Provinzen Alberta, British Columbia sowie Saskatchewan und in den US-Bundesstaaten Washington, Oregon, Idaho, Montana, North Dakota, South Dakota sowie Wyoming vor.
- Spiraea martini H.Lev.: Sie kommt im südlichen China vor.[1]
- Karpaten-Spierstrauch[6] (Spiraea media Schmidt, Spiraea argentea K.Koch, Spiraea confusa Regel & Körn., Spiraea daurica Raf., Spiraea monbetsusensis Franch., Spiraea oblongifolia Waldst. & Kit., Spiraea sericea Turcz.): Sie ist von Mittel- über Ost- und Südosteuropa bis Zentralasien, Russlands Fernem Osten und das nördliche China, Korea bis Japan weitverbreitet.[1]
- Spiraea micrantha Hook. f. (Syn.: Spiraea brumalis Lange): Sie kommt im östlichen von Nepal bis Myanmar vor.
- Spiraea miyabei Koidz. (Syn.: Spiraea silvestris Nakai): Von den vier Varietäten kommt eine in Japan und die anderen drei in den chinesischen Provinzen Anhui, Hubei, Shaanxi, Sichuan sowie Yunnan vor.[1]
- Spiraea mollifolia Rehder: Sie kommt von Tibet bis zum zentralen China vor.[1]
- Spiraea mongolica (Maxim.) Maxim.: Sie kommt in China vor.[1]
- Spiraea morrisonicola Hayata: Sie gedeiht in Bergregionen unterhalb von 4000 Metern in Taiwan.[1]
- Spiraea muliensis T.T.Yu & L.T.Lu: Dieser Endemit gedeiht auf Berggipfeln unterhalb von 2700 Metern nur im Muli Zangzu Zizhixian im südwestlichen Sichuan.[1]
- Spiraea myrtilloides Rehder: Sie kommt in China vor.[1]
- Spiraea nervosa Franch. & Sav. (Syn.: Spiraea chartacea Nakai, Spiraea kiusiana Nakai, Spiraea yatabei Nakai)
- Spiraea ningshiaensis T.T.Yu & L.T.Lu: Sie gedeiht in Bergtälern an Ufern von Fließgewässern in Höhenlagen von 1700 bis 2000 Metern nur in Ningxia.[1]
- Nippon-Spierstrauch[6] oder auch Japanische Blütenspiere (Spiraea nipponica Maxim.): Er kommt nur in Honshu vor.
- Spiraea nishimurae Kitag.: Sie gedeiht in offenen Wäldern, an Hängen und auf schattigen Felsen in Höhenlagen von 900 bis 1900 Metern in den chinesischen Provinzen Jilin, Liaoning, Shandong sowie Shanxi.[1]
- Spiraea ovalis Rehder: Sie gedeiht in Bergtälern und in Grasländern in Höhenlagen von 900 bis 2500 Metern in Tibet und in den chinesischen Provinzen Gansu, Henan, Hubei, Shaanxi sowie Sichuan.[1]
- Spiraea papillosa Rehder: Sie kommt im westlichen Sichuan und im nordwestlichen Yunnan vor.[1]
- Spiraea pilosa Franch.
- Spiraea pjassetzkii Buzunova (Syn.: Spiraea prostrata Maxim.[1] nom. illeg.): Eine gültige Erstbeschreibung erfolgte 2004.[7] Sie kommt in den chinesischen Provinzen südliches Gansu, Hubei sowie Shaanxi[1] vor.
- Pflaumenblättriger Spierstrauch[6] (Spiraea prunifolia Siebold & Zucc.): Er kommt im südlichen China vor.[1]
- Spiraea purpurea Hand.-Mazz.: Sie gedeiht in Mischwäldern und in Dickichten auf Hügeln in Höhenlagen von 2800 bis 3300 Metern in Tibet und in den chinesischen Provinzen Sichuan sowie Yunnan.[1]
- Spiraea rosthornii E.Pritz. (Syn.: Spiraea prattii C.K.Schneid.): Sie gedeiht auf Hängen in Mischwäldern und an Ufern von Fließgewässern in Höhenlagen von 1000 bis 3500 Metern in den chinesischen Provinzen Anhui, Gansu, Hebei, Henan, Qinghai, Shaanxi, Sichuan sowie Yunnan.[1]
- Weidenblättriger Spierstrauch[6] (Spiraea salicifolia L.)[1]: Er kommt vom östlichen Mitteleuropa bis Japan vor.
- Sargents Spierstrauch[6] (Spiraea sargentiana Rehder, Syn.: Spiraea aemulans Rehder): Sie gedeiht in Dickichten, an offenen Hängen und an Straßenrändern in Höhenlagen von 1000 bis 2400 Metern in den chinesischen Provinzen Henan, Hubei, Sichuan sowie Yunnan.[1]
- Spiraea schlothgauerae Vorosch. & Ignatov
- Spiraea schneideriana Rehder: Sie kommt von Tibet bis zum südlichen China vor.[1]
- Spiraea schochiana Rehder: Sie gedeiht an bewaldeten Hängen und in Bergtälern in Höhenlagen von 2000 bis 2200 Metern nur im zentralen Yunnan.[1]
- Spiraea siccanea (W.W.Sm.) Rehder: Dieser Endemit gedeiht an Hängen und an offenen felsigen Standorten in Höhenlagen von 2500 bis 2800 Metern nur im nordwestlichen Yunnan.[1]
- Spiraea sozykinii Stepanov & Sonnikova: Sie wurde 2015 aus dem zentralsibirischen Krasnoyarsk erstbeschrieben.
- Spiraea sublobata Hand.-Mazz.: Sie gedeiht in Höhenlagen von 1500 bis 2800 Metern im westlichen Sichuan sowie nordöstlichen Yunnan.[1]
- Spiraea subrotundifolia Panigrahi & K.M.Purohit (Syn.: Spiraea hemicryptophyta Grierson)
- Spiraea tarokoensis Hayata: Dieser Endemit gedeiht nur auf Küstenkalksteinformationen im östlichen Taiwan.[1]
- Spiraea teniana Rehder: Sie gedeiht in feuchten Mischwäldern in Höhenlagen von 2000 bis 2400 Metern in Yunnan.[1]
- Thunbergs Spierstrauch[6] (Spiraea thunbergii Siebold ex Blume): Er kommt in Korea und im zentralen bis südlichen Japan vor.[1]
- Spiraea tianschanica Pojark.
- Koreanischer Spierstrauch[6] (Spiraea trichocarpa Nakai): Er kommt im nördlichen China und in Korea vor.[1]
- Dreilappiger Spierstrauch[6] (Spiraea trilobata L.): Die etwa zwei Varietäten kommen von Zentralasien bis Sibirien und dem nördlichen China vor.[1]
- Spiraea uratensis Franch.: Sie gedeiht in Höhenlagen von 1000 bis 2400 Metern in der Inneren Mongolei und in den chinesischen Provinzen Gansu, Henan, Shaanxi sowie Shanxi.[1]
- Spiraea vacciniifolia D.Don
- Veitchs Spierstrauch[6] (Spiraea veitchii Hemsl.): Sie gedeiht in Dickichten und Grasländern in Höhenlagen von 2000 bis 3600 Metern in den chinesischen Provinzen Gansu, Guizhou, Henan, Hubei, Shaanxi, Sichuan sowie Yunnan.[1]
- Spiraea velutina Franch.: Die zwei Varietäten gedeihen in Höhenlagen von 2000 bis 3300 Metern in Tibet sowie Yunnan vor.[1]
- Wilsons Spierstrauch[6] (Spiraea wilsonii Duthie ex J.H.Veitch): Sie gedeiht in Höhenlagen von 1000 bis 3200 Metern in den chinesischen Provinzen Gansu, Guizhou, Henan, Hubei, Shaanxi, Sichuan sowie Yunnan.[1]
- Spiraea xizangensis L.T.Lu (Syn.: Spiraea tibetica T.T.Yü & L.T.Lu non Bureau & Franch.): Sie wurde 2000 erstbeschrieben und gedeiht in Dickichten an Hängen sowie an Ufern von Fließgewässern in Höhenlagen von 4200 bis 4300 Metern in Tibet.[1]
- Spiraea yunnanensis Franch. (Syn.: Spiraea sinobrahuica W.W.Smith, Spiraea sinobrahuica var. aridicola W.W.Smith): Sie gedeiht in Höhenlagen von 1300 bis 2800 Metern im westlichen Sichuan sowie Yunnan.[1]

Es gibt einige Naturhybriden.

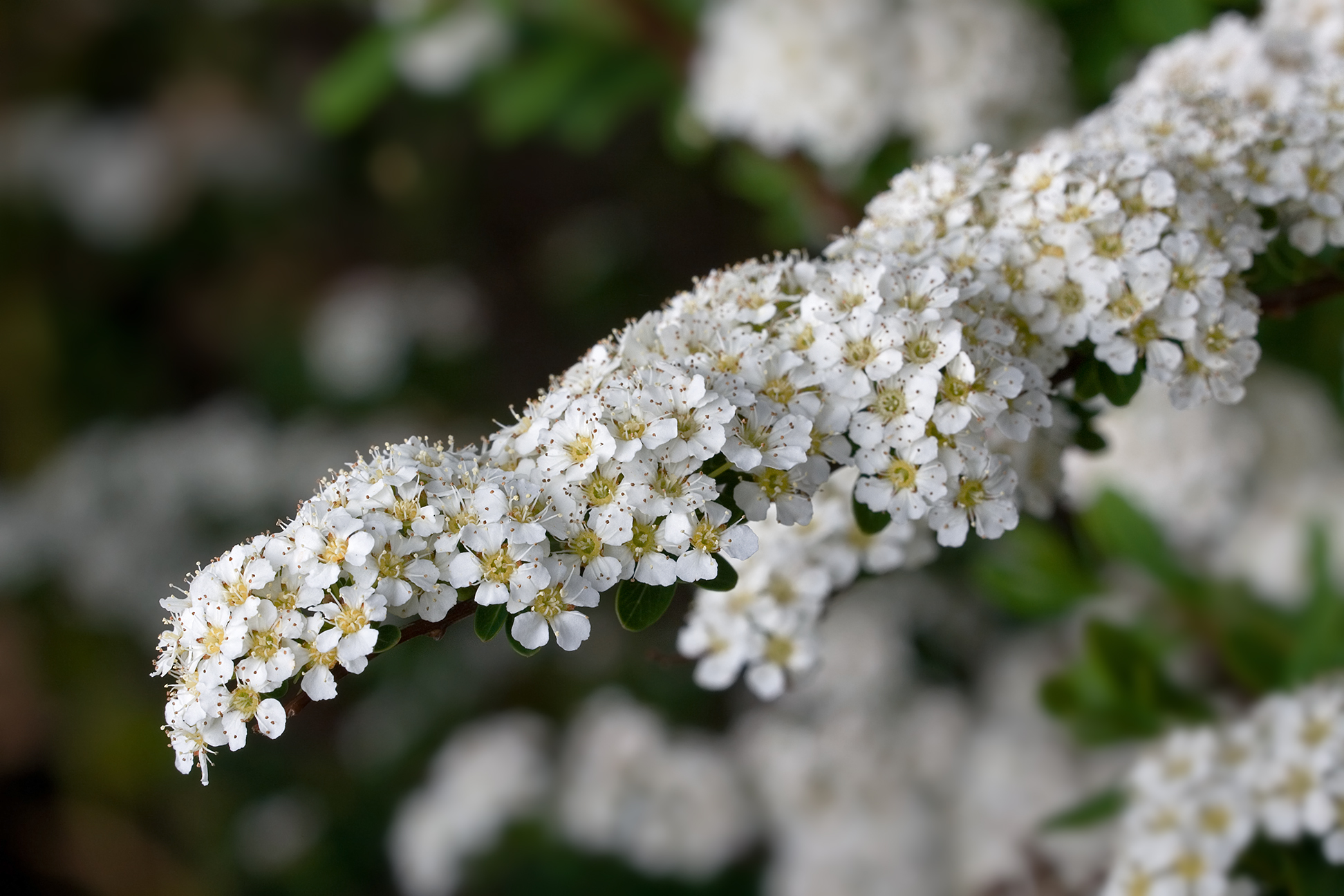
Braut-Spierstrauch (Spiraea ×arguta)

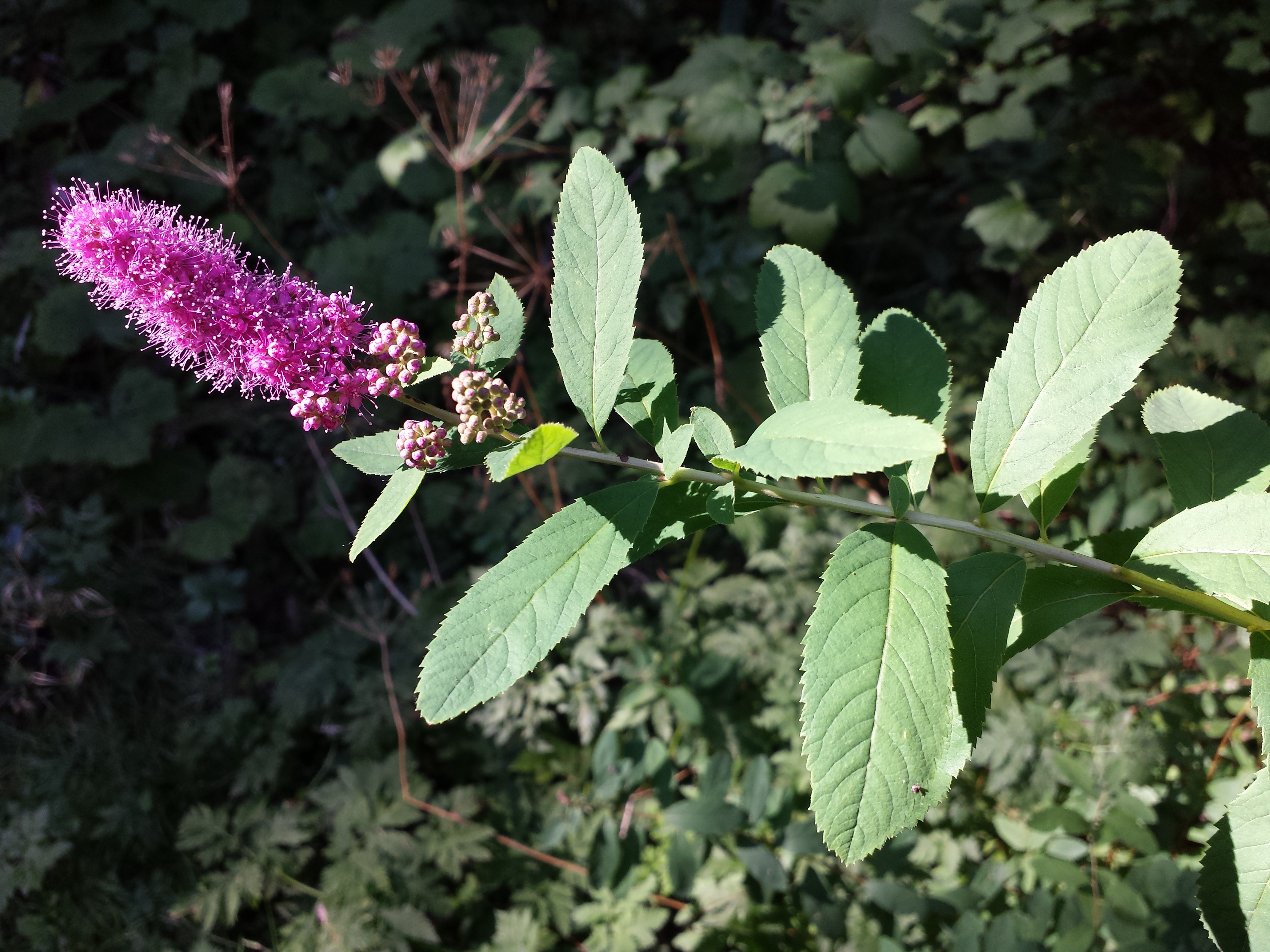
Billards Spierstrauch (Spiraea ×billardii)

Die Namen vieler durch Kreuzungen in Kultur entstandenen Hybriden wurden durch Hermann Zabel in Die strauchigen Spiraeen 1893 und in Gartenzeit, Band 3, 1884, Seite 494 veröffentlicht.
Es gibt einige Hybriden (Auswahl):
- Braut-Spierstrauch[6], auch Brautspiere oder Schneespiere (Spiraea ×arguta Zabel = Spiraea multiflora × Spiraea thunbergii): Diese Hybride ist durch Kreuzung in Kultur entstanden.[8]

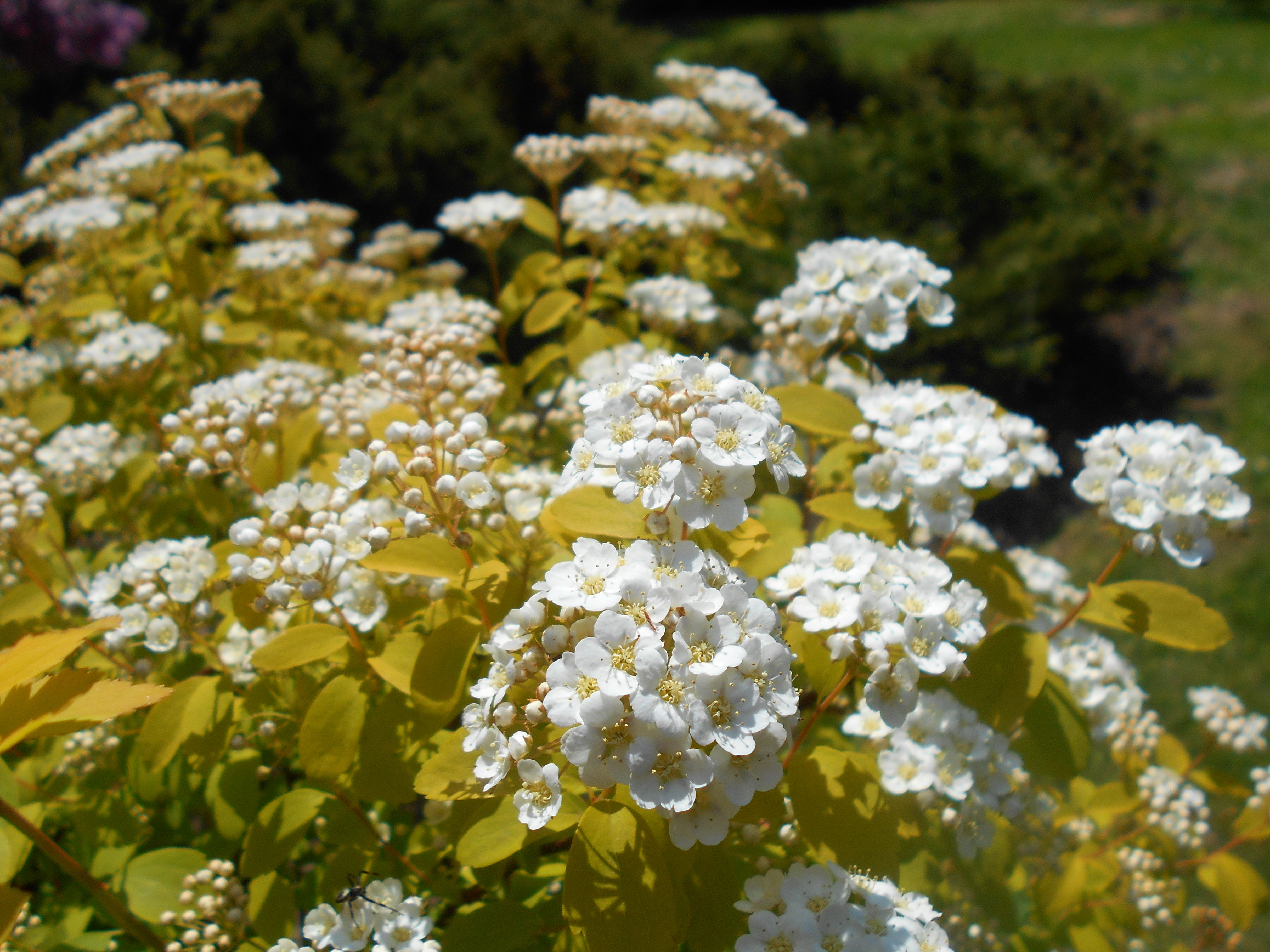
Belgischer Spierstrauch (Spiraea ×vanhouttei) Sorte ‘Gold Fountain’

- Billards Spierstrauch oder Kolbenspiere[6] (Spiraea ×billiardii Herincq, Syn.: Spiraea triumphans Zabel)
- Spiraea ×blanda Zabel
- Spiraea ×brachybotrys Lange
- Spiraea ×brumalis Lange
- Spiraea ×bumalda Burv.
- Aschgrauer Spierstrauch[6] (Spiraea ×cinerea Zabel = Spiraea cana × Spiraea hypericifolia): Diese Hybride ist durch Kreuzung in Kultur entstanden.[8]
- Spiraea ×concinna Zabel
- Spiraea ×conspicua Zabel ex Dieck
- Spiraea ×fontenaysii Lebas
- Spiraea ×fulvescens Dippel
- Spiraea ×gieseleriana Zabel
- Spiraea ×inflexa hort. ex K.Koch
- Spiraea ×intermedia hort. Lemoine ex Zabel
- Spiraea ×lemoinei Zabel
- Spiraea ×macrothyrsa Dippel
- Spiraea ×micropetala Zabel
- Spiraea ×microthyrsa Zabel
- Spiraea ×multiflora Zabel
- Spiraea ×nivea Zabel
- Spiraea ×notha Zabel ex Dieck
- Spiraea ×nudiflora Zabel
- Spiraea ×oxyodon Zabel
- Spiraea ×pachystachys K.Koch
- Spiraea ×pallidiflora Zabel
- Spiraea ×pikoviensis Besser = Spiraea crenata × Spiraea media[8]
- Spiraea ×pulchella Kunze
- Spiraea ×pumilionum Zabel
- Spiraea ×revirescens Zabel
- Spiraea ×rosalba Dippel (Syn.: Spiraea ×rubella Dippel)
- Spiraea ×rubra hort. ex Zabel
- Spiraea ×sanssouciana K.Koch = Spiraea douglasii × Spiraea japonica[8]
- Spiraea ×schinabeckii Zabel
- Spiraea ×semperflorens hort. ex Zabel
- Spiraea ×superba (Froebel ex Zabel) Zabel ex Dieck (Syn.: Spiraea ×foxii Zabel, Spiraea ×margaritae Zabel): Diese Hybride ist durch Kreuzung in Kultur entstanden.
- Spiraea ×syringiflora Lemoine
- Spiraea ×transhimalaica Businský: Diese Naturhybride wurde 2015 aus dem östlichen Tibet erstbeschrieben.
- Spiraea ×tristis Zabel
- Belgischer Spierstrauch[6] (Spiraea ×vanhouttei (Briot) Carrière): Diese Hybride ist durch Kreuzung in Kultur aus Spiraea cantoniensis × Spiraea trilobata entstanden.[1][8]
- Spiraea ×watsoniana Zabel

## Nutzung
Viele Sorten von Arten und Hybriden werden in den gemäßigten Gebieten weltweit als Zierpflanzen in Parks und Gärten verwendet. Sie werden schon sehr lange als Zierpflanzen verwendet.

## Eponyme
Der am 26. Februar 1928 entdeckte Asteroid (1091) Spiraea ist nach der Pflanzengattung benannt.

## Weiterführende Literatur
- Sheng-Xiang Yu, Sudhindra R. Gadagkar, Daniel Potter, Dong-XianXu, MeiZhang, Zhen-Yu Li: Phylogeny of Spiraea (Rosaceae) based on plastid and nuclear molecular data: Implications for morphological character evolution and systematics. In: Perspectives in Plant Ecology Evolution and Systematics, Volume 34, August 2018, S. 109–119. doi:10.1016/j.ppees.2018.08.003
- Jun-Ho Song, Hee-Seon Roh, Suk-Pyo Hong: Petal micromorphology and its systematic implications in Rosaceae tribe Spiraeeae. In: Brittonia, März 2020. doi:10.1007/s12228-020-09609-w

- Karte mit allen verlinkten Seiten:
- OSM |
- WikiMap